# Благовещенск
Благове́щенск — город в России на границе с Китаем. Административный центр Амурской области и Благовещенского района, образует городской округ город Благовещенск.
Население — 239 932 чел. (2025).
Город расположен на левом берегу Амура и на правом берегу Зеи, в её устье. Единственный административный центр региона России, находящийся на государственной границе. На расстоянии 850 метров на правом берегу Амура находится район Айхуэй китайского городского округа Хэйхэ.
Основан Благовещенск был в середине XIX века, в 1856 году. Тогда здесь появился Усть-Зейский военный пост, который со временем разросся и превратился в город. Первыми русскими поселенцами здесь были казаки, они прибывали сюда целыми семьями из Забайкалья. Известно, что казаки сыграли решающую роль в освоении Сибири русскими.
Благовещенск — конечная железнодорожная станция на линии, отходящей от станции Белогорск на Транссибе. Международный аэропорт Игнатьево. Научно-образовательный центр.
Городской рельеф преимущественно равнинный, с небольшими возвышенностями на окраинах. Перемещаться по Благовещенску очень удобно благодаря чёткой планировке: он сразу застраивался, как римский военный лагерь, — с прямыми улицами, расположенными строго параллельно или перпендикулярно.

## Этимология
Основан в 1856 году как Усть-Зейский военный пост на Амуре; в 1858 году преобразован в город Благовещенск по заложенному в том же году храму во имя Благовещения Пресвятой Богородицы.

## История
21 мая (2 июня) 1856 года на левый берег Амура, неподалёку от устья р.Зеи прибыл военный отряд численностью около 500 солдат, которые официально для маньчжурской администрации занимались заготовкой дров и складов для обеспечения продовольствием войск, возвращавшихся с низовьев Амура после окончания Крымской войны, а неофициально подготавливали территорию для закрепления русских на Амуре. О чем свидетельствует отчет войскового стаpшины Н.А.Хилковского.

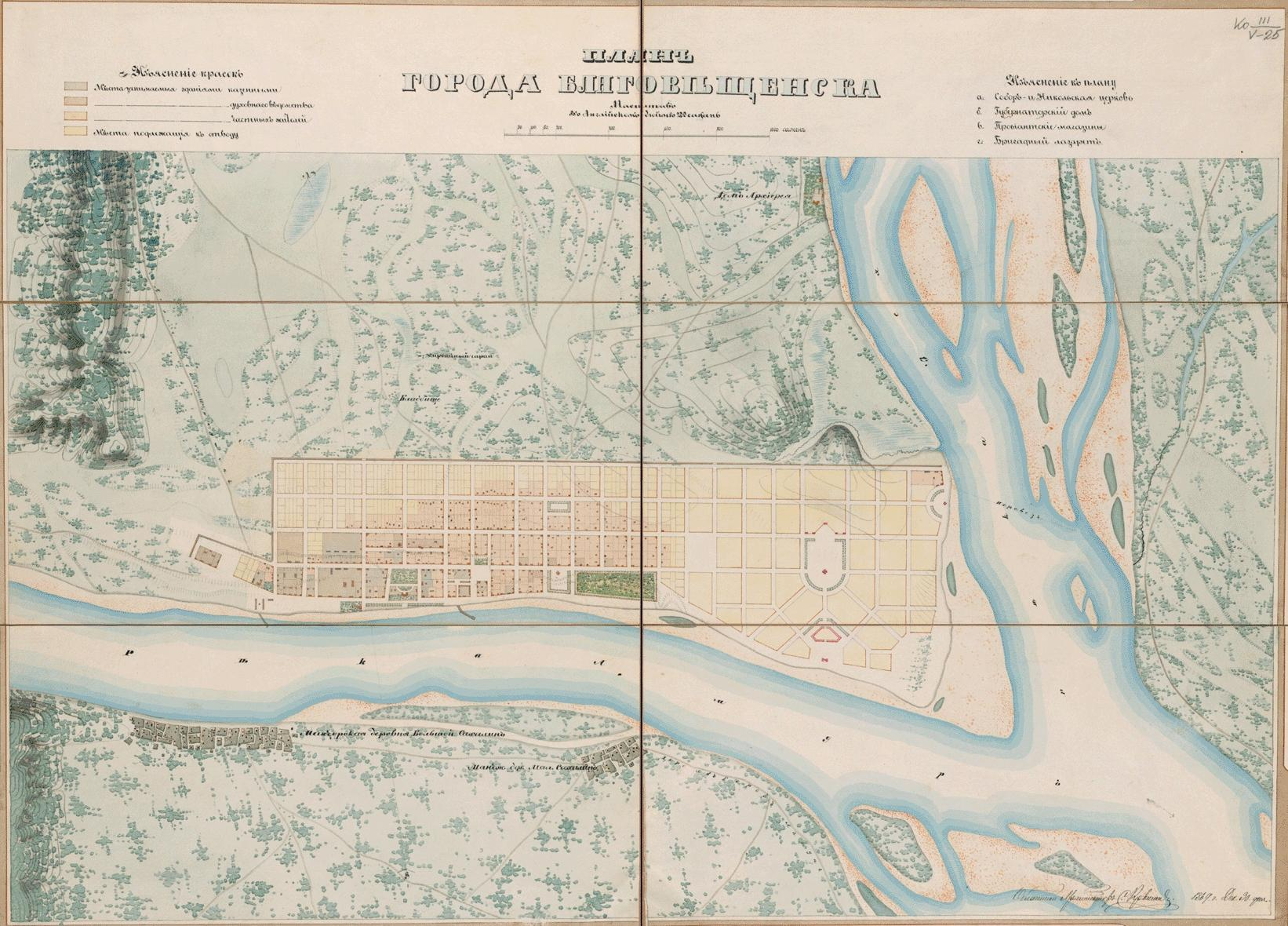
План города 1869 года

Солдаты занимались расчисткой территории, заготовкой дров, изучением устья р.Зея. 
29 мая (10 июня) 1856 году в Зейский пост прибыла первая группа переселенцев в количестве 60 человек мужского пола, собранная из забайкальских казаков. Руководил отрядом сотник М. Г. Травин. Они должны были продержаться на посту зиму, охранять склады с продовольствием, поддерживать почтовую связь, продолжать изучать территорию для будущих переселенцев.
В 1857 году, по Амуру прибывают забайкальские казаки с семьями, для постоянного жительства. С прибытием гражданского населения Усть-Зейский пост становится Усть-Зейской станицей, в которой были размещены 13-й и 14-й линейные батальоны. 
Все лето 1857 года Н.Н. Муравьев провел в Усть-Зейской станице, обосновав здесь штаб-квартиру. Он и его сподвижники обследовали территорию будущего города и определили место для начала строительства – равнина при слиянии Зеи и Амура. Первая и единственная в 1857 г. улица из нескольких строений протянулась вдоль гребня небольшой высоты (релки), которую не заливали воды Амура.
5 (17) мая 1858 года в Усть-Зейскую станицу прибывает Николай Николаевич Муравьёв и архиепископ Камчатский, Курильский и Алеутский Иннокентий (Вениаминов)  для решения вопроса о разграничении территорий между Российской империей  и Цинским Китаем. 
9 (21) мая владыка Иннокентий заложил в Усть-Зейской станице храм в честь Благовещения Пресвятой Богородицы. В ознаменование этого события Усть-Зейская станица была переименована в станицу Благовещенскую.
12 (24) мая начались переговоры между представителями Цинской империи и чиновниками российского внешнеполитического ведомства во главе с Н. Н. Муравьёвым. Переговоры велись 5 дней, сопровождаясь многочисленными церемониями по китайским и русским обычаям.
16 (28) мая 1858 года был подписан Айгунский договор, по условиям которого весь левый берег Амура признавался российским. 17 (29) мая Муравьёв с сопровождением торжественно вернулся в Усть-Зейскую станицу. Архиепископом Иннокентием был немедленно отслужен благодарственный молебен. На следующий день во время торжественного приёма, устроенного по поводу подписания договора, Муравьёв поздравил всех участников такими словами: «Товарищи! Поздравляю вас! Не тщетно трудились мы: Амур сделался достоянием России. Святая православная церковь молится за вас! Россия — благодарит! Да здравствует император Александр и процветает под кровом его вновь приобретённая страна. Ура!»
21 мая (2 июня) текст договора и план дальнейших действий, предложенных Н. Н. Муравьёвым, были отправлены для ознакомления императору Александру II. По факту решения этой сложной задачи с разграничением территорий в Приамурье император возвёл Н.Н. Муравьёва в графское достоинство. К фамилии Муравьёва было присоединено прилагательное «Амурский». Более 200 человек, участвовавших в подписании договора, были награждены. 5 (17) июля 1858 года императорским указом был учреждён город Благовещенск.
8 (20) декабря 1858 года высочайшим повелением императора Александра II была основана Амурская область. Благовещенск стал её административным центром. Город до сих пор является форпостом России на берегах Амура, защищая дальневосточные рубежи страны.
21 декабря 1858 года (2 января 1859) усилиями Иннокентия, архиепископа Камчатского, Курильского и Алеутского кафедра Камчатской епархии была перенесена в город Благовещенск .
В 1865 году в Амурской области разрешена добыча золота частными лицами. Благодаря этому дальнейшее развитие города вплоть до советского периода неразрывно связано с золотодобычей. В 1894 году на Амуре было добыто более 13 тонн золота. В связи с этим ускоренными темпами развивался водный транспорт, только по воде можно было добраться до удалённых приисков.
Между тем хорошо развивалось сельское хозяйство. Средний уровень производства зерна на одного жителя Амурской области в 1890-е годы составлял не менее 50 пудов, в то время как во Владимирской, Московской губерниях — 27 пудов, на юге Украины — 51 пуд.
В 1867 году в Благовещенске проездом побывал Николай Михайлович Пржевальский.
В 1876 году первым городским головой стал М. О. Макеевский.
В 1888 году в городе заработал первый в Приамурье чугунолитейный завод (ныне судостроительный). Основатель купец Н. С. Львов.
В городе была развита деревообрабатывающая промышленность.
К концу XIX века город являлся большим речным портом и промышленным центром. В 1905 году здесь было 157 пароходов и 220 барж .
Тем не менее, Благовещенск являлся купеческим городом. Несколько крупнейших торгово-промышленных домов, таких как «Кунст и Альберс», «И. Я. Чурин и Ко», и многочисленные купцы обеспечивали горожан разнообразием товаров.
В 1889 году сотник Амурского казачьего войска Дмитрий Николаевич Пешков, уроженец Албазинской станицы начал конный переход Благовещенск — Санкт-Петербург, окончившийся 19 мая 1890 года. На лошади монгольской породы, по кличке «Серый» он шесть месяцев ехал по тайге, в том числе в зимнее время, при 40-градусных морозах. Александр III в честь прибытия Пешкова устроил в Санкт-Петербурге парад. Это событие положено в основу снятого в 2006 году французским кинорежиссёром Жоелем Фаржем фильма «Серко».
Антон Павлович Чехов, побывавший в Благовещенске в 1890 году, оставил в своих письмах такие записи: «Здесь не боятся говорить громко. Арестовывать здесь некому и ссылать некуда, либеральничай сколько влезет. Народ всё больше независимый, самостоятельный и с логикой; я влюблён в Амур, охотно бы пожил на нём года два. И красиво, и просторно, и свободно, и тепло. Последний ссыльный дышит на Амуре легче, чем самый первый генерал в России; Амур чрезвычайно интересный край. Жизнь тут кипит такая, о какой в Европе и понятия не имеют».
В 1891 году город посетил цесаревич Николай, будущий российский император Николай II. Первый поезд из Благовещенска в Петербург отправился 13 (26) декабря 1913 года.
Начало XX века
Летом 1900 года в Благовещенске произошёл конфликт с китайцами, в ходе так называемого Боксёрского восстания. 1 (14) июля 1900 год начались военные действия Китая против России: на Амуре произошли нападения китайцев на русские суда. В Благовещенске русские жители спешно вооружались, готовясь к отражению атаки с китайской стороны и возможных враждебных действий со стороны этнических китайцев, проживавших на территории города и области. Начался массированный обстрел города с другой стороны Амура. Он продолжался две недели. Бомбардировка Благовещенска китайцами в 1900 году запечатлена на полотне ученика Айвазовского А. А. Сахарова, «Оборона Благовещенска в 1900 году». В городе участились случаи насилия над китайцами и их убийства. Военным губернатором полиции было не вполне чётко оглашено решение выдворить китайцев с территории города. В самом узком месте реки, выше Благовещенска, при низкой воде планировалось переправить их на тот берег. Но недопонимание указа и взаимное озлобление привело к тому, что конвойные казаки погнали китайцев вплавь. Многие из них плавать не умели и погибли при переправе. Свидетель этих событий Н. З. Голубцов писал: «В посёлке перевозочных средств было мало, да для толпы в две с лишним тысячи человек их нелегко было бы найти. Между тем, с того берега не переставали стрелять. Тут имел место факт переправы китайцев через Амур прямо вплавь. Конечно, немногие из них достигли своего берега, но и здесь ожидала их печальная участь: их избивали свои же».

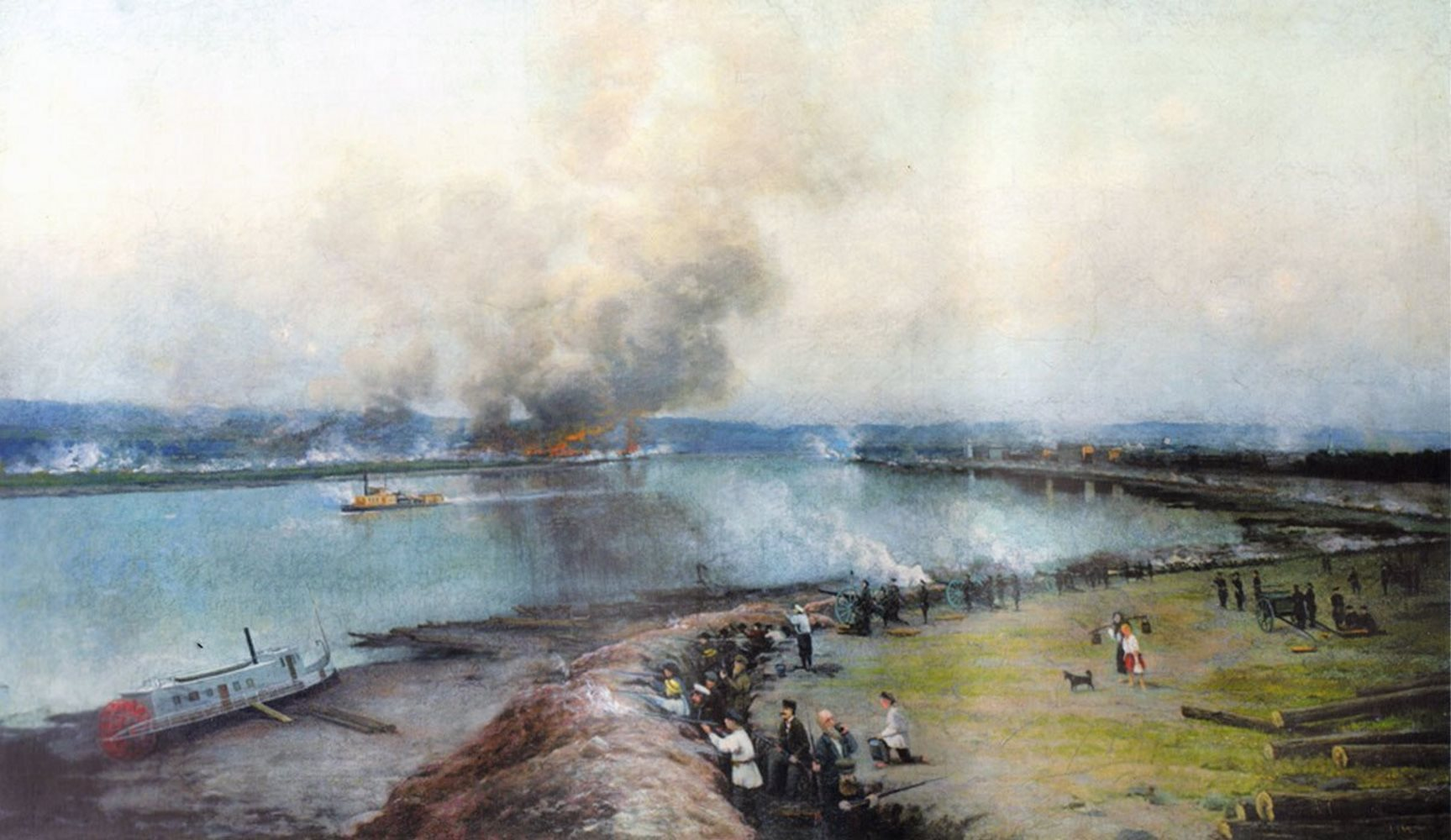
А. А. Сахаров. Оборона Благовещенска от китайских войск. 1900 год
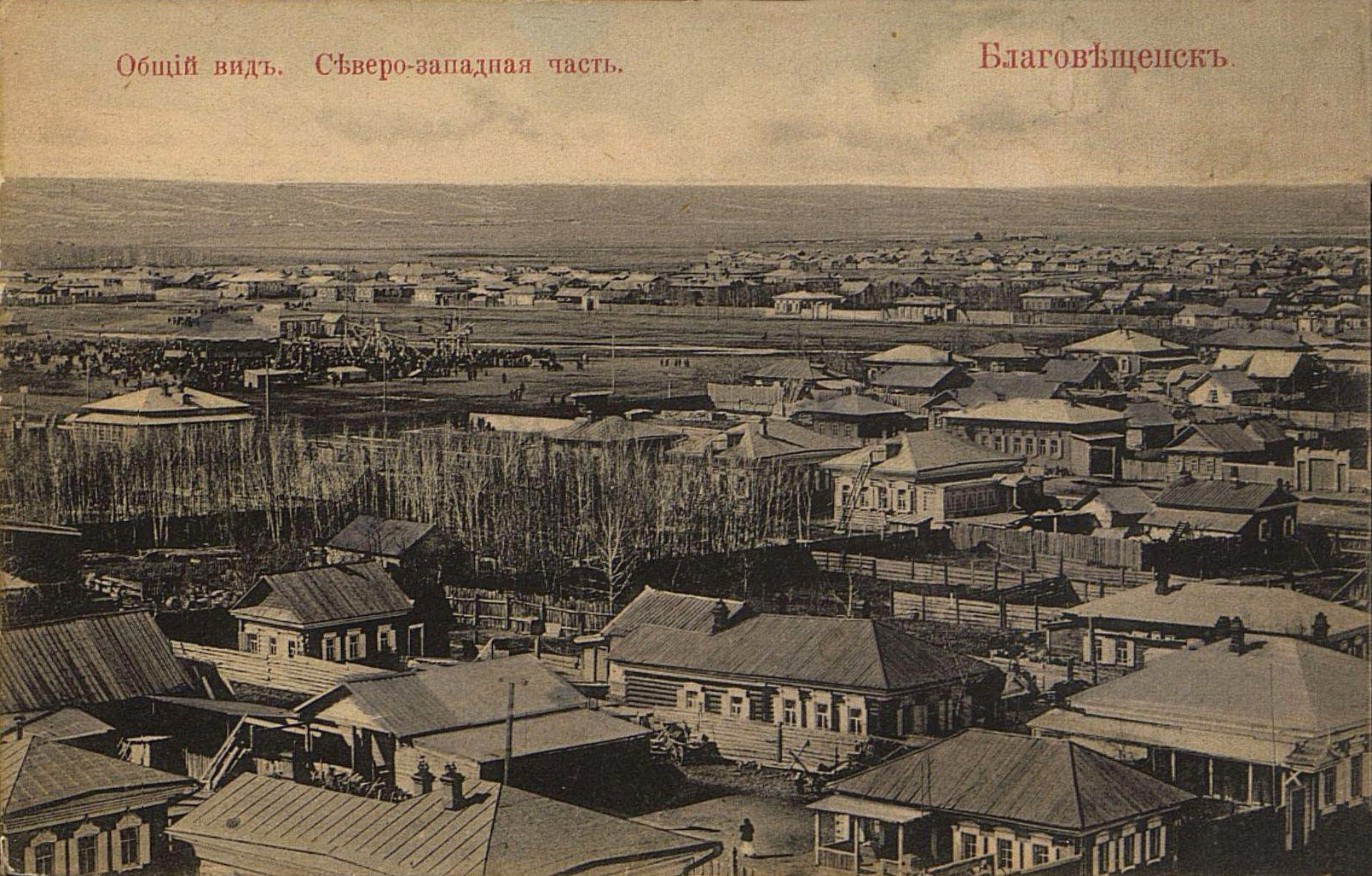
Благовещенск. Общий вид северо-западной части, 1900-е гг.
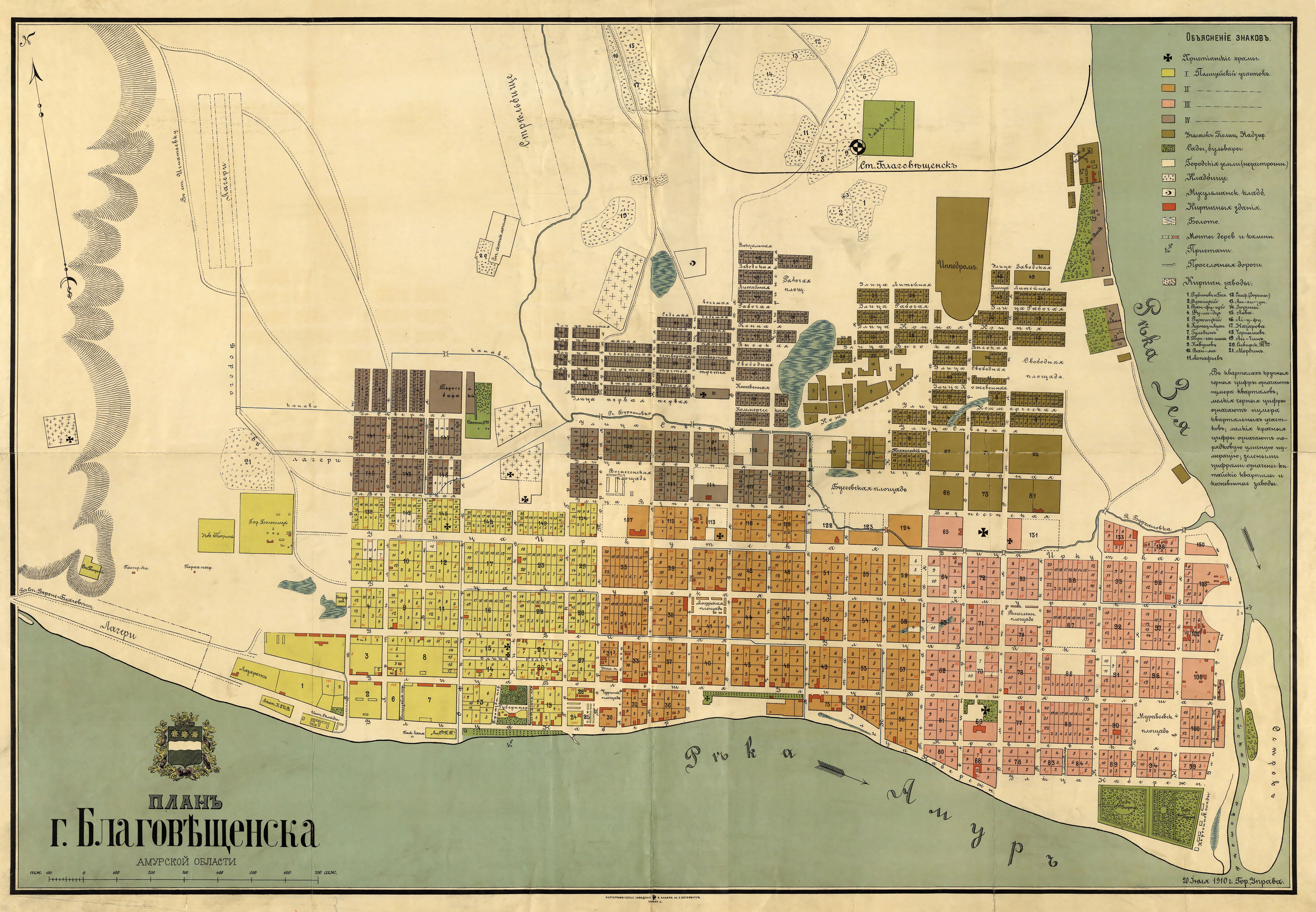
План города Благовещенска, 1910 год
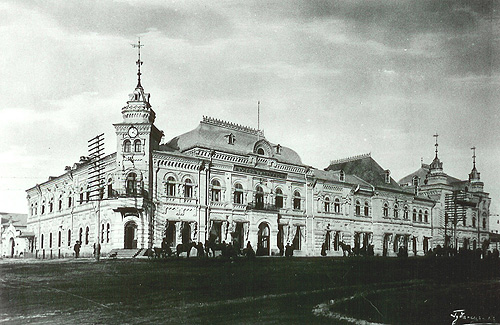
Универмаг товарищества «Кунст и Альберс» в 1911 году

Советский период

После Февральской революции Благовещенск стал центром украинского национального движения в Амурской области. В мае 1917 года в Благовещенске прошёл Амурский украинский областной съезд, участие в котором приняли 200 делегатов. На съезде было принято решение создать Союз переселенцев колонистов Амурщины и была создана Амурская Областная Украинская Рада которую возглавил Петрушенко. Также в городе 18 марта 1917 года была создана Благовещенская Украинская Громада которая издавала газету «Украинская Амурская Справа». От Благовещенской Украинской Громады трое были избраны в Благовещенскую городскую думу Володько, Ситницкий, Рудиков. Была создана просветительская организация «Просвита».
12 (25) ноября 1917 года в городе были получены первые сведения об Октябрьской революции в Петрограде и тексты первых декретов советской власти. Городской совет депутатов возглавил большевик Фёдор Никанорович Мухин. В 1918 году в Благовещенске восстал против советской власти атаман Иван Михайлович Гамов. Казаки во главе с Гамовым захватили город и арестовали весь состав облисполкома.
Капитан Муравьёв, сотрудник военно-статического отделения окружного штаба Приамурского военного округа, пишет в своём отчёте о командировке в Благовещенск в марте 1919 года: «Японские войска в настоящее время расположились вдоль линии Амурской железной дороги, охраняя станции, мосты и прочие железнодорожные сооружения от нападения и порчи их большевиками. Главной базой японцев является Благовещенск, где сосредоточены их силы в составе одной бригады под командой генерала Ямады. В его распоряжении имеется также два бронированных поезда и восемь аэропланов. В случае необходимости для борьбы с большевиками отсюда выделяются отряды, посылаемые в требуемые пункты».
Японские оккупанты прославились жестокими казнями: так, в ночь с 26 на 27 марта 1919 года на территории, занятой сегодня первой городской больницей, были казнены 16 амурских комиссаров.
18 мая 1920 года амурские партизаны и войска Дальневосточной республики изгнали японцев с территории Амурской области. С 1920 по 1922 годы Амурская область входила в состав Дальневосточной республики.
В ноябре 1922 года Амурская область стала Амурской губернией, Благовещенск оставался губернским центром вплоть до марта 1926 года. Все нормы Конституции РСФСР и советское законодательство вступили в силу в городе только в 1924 году.
В 1920-е годы в городе развивалась торговля по всем законам приграничного города, включая законный товарообмен и контрабанду. С китайской стороны в город поступал, в основном, спирт, который выменивался в тайге на золото.
В 1937 году ситуация значительно ухудшилась, прежде всего по причине коллективизации сельского хозяйства, а также ввиду лишения области золотопромышленной базы. Однако именно в 1930-е годы в городе был запущен завод «Амурский металлист», переоборудована спичечная фабрика, построены швейная и кондитерская фабрики. В 1930-х годах накалилась обстановка за Амуром: в Маньчжурии вновь стали активно действовать японцы, захватившие её в 1932 году. Они консолидировали свои усилия с русскими эмигрантами для захвата власти в Амурской области. В 1931 году уроженцем Благовещенска Константином Родзаевским была создана Российская фашистская партия, готовились диверсии и вылазки на территорию Амурской области.

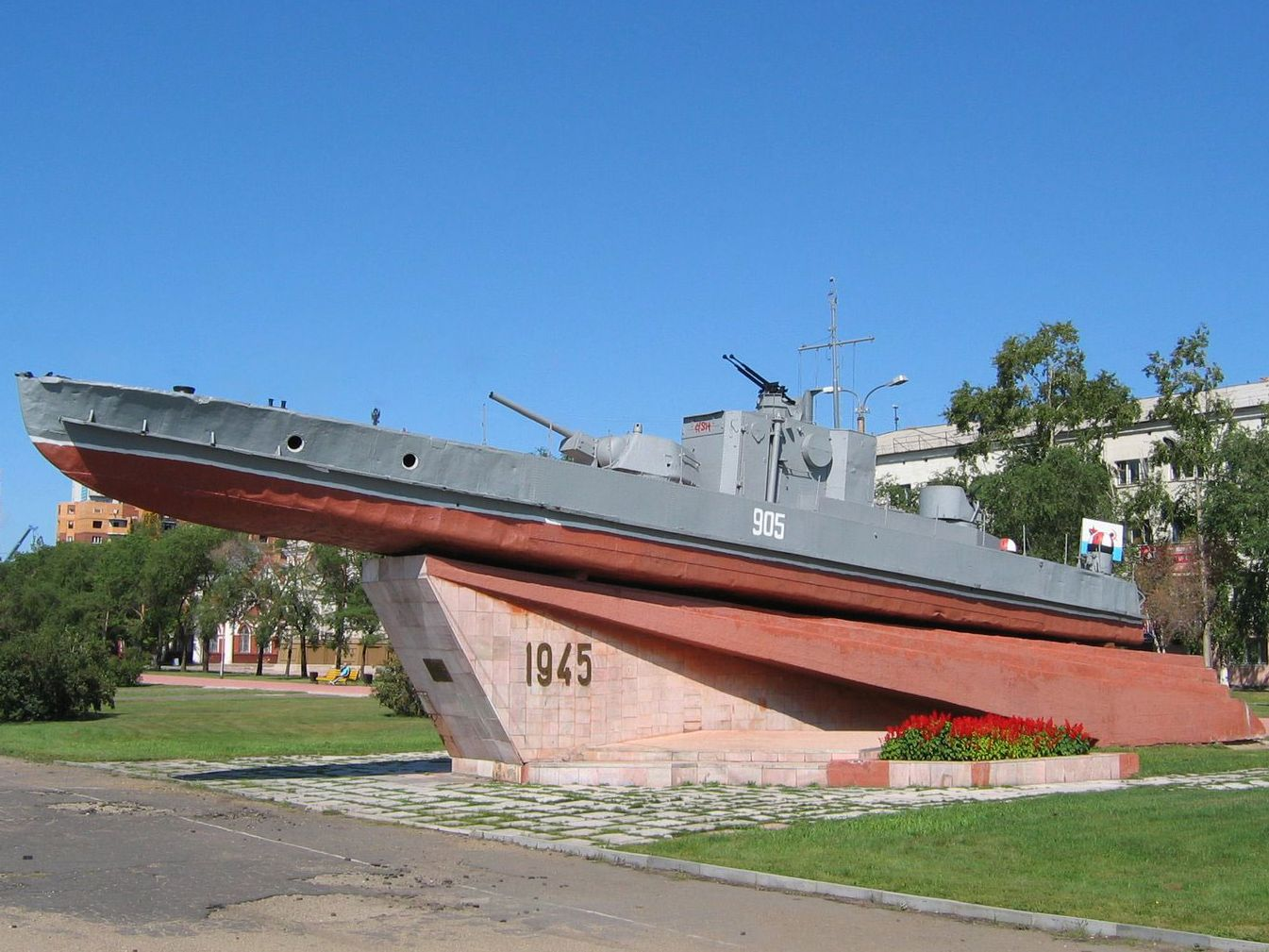
Бронекатер на набережной Амура

В ходе Великой Отечественной войны Благовещенск отмечался благодарностями Верховного Главнокомандующего. Город отправлял на все фронты своих жителей по мобилизации и добровольцами. В августе 1945 года 2-я Краснознамённая армия совершила переправу через Амур с целью разгрома японских мест дислокации на территории Маньчжурии. Об этом событии на набережной города напоминает памятник «Бронекатер».
До конца 1980-х годов въезд для жителей других регионов СССР в пограничный Благовещенск был ограничен, въезд иностранцев был воспрещён. Для посещения города требовалось приглашение друзей или родственников и специальный пропуск. Благодаря этому обстоятельству преступность в городе практически отсутствовала. Но ограничение на въезд также не способствовало приросту населения; 100 000 жителей Благовещенск набрал только к своему 100-летию в 1958 году.
В период с ноября 1975 года по 1994 год в Благовещенске существовало 2 городских района: Ленинский, включавший в себя восточную часть города, и Пограничный, располагавшийся на западе Благовещенска. Граница между районами проходила по улице 50-летия Октября.

## Физико-географическая характеристика

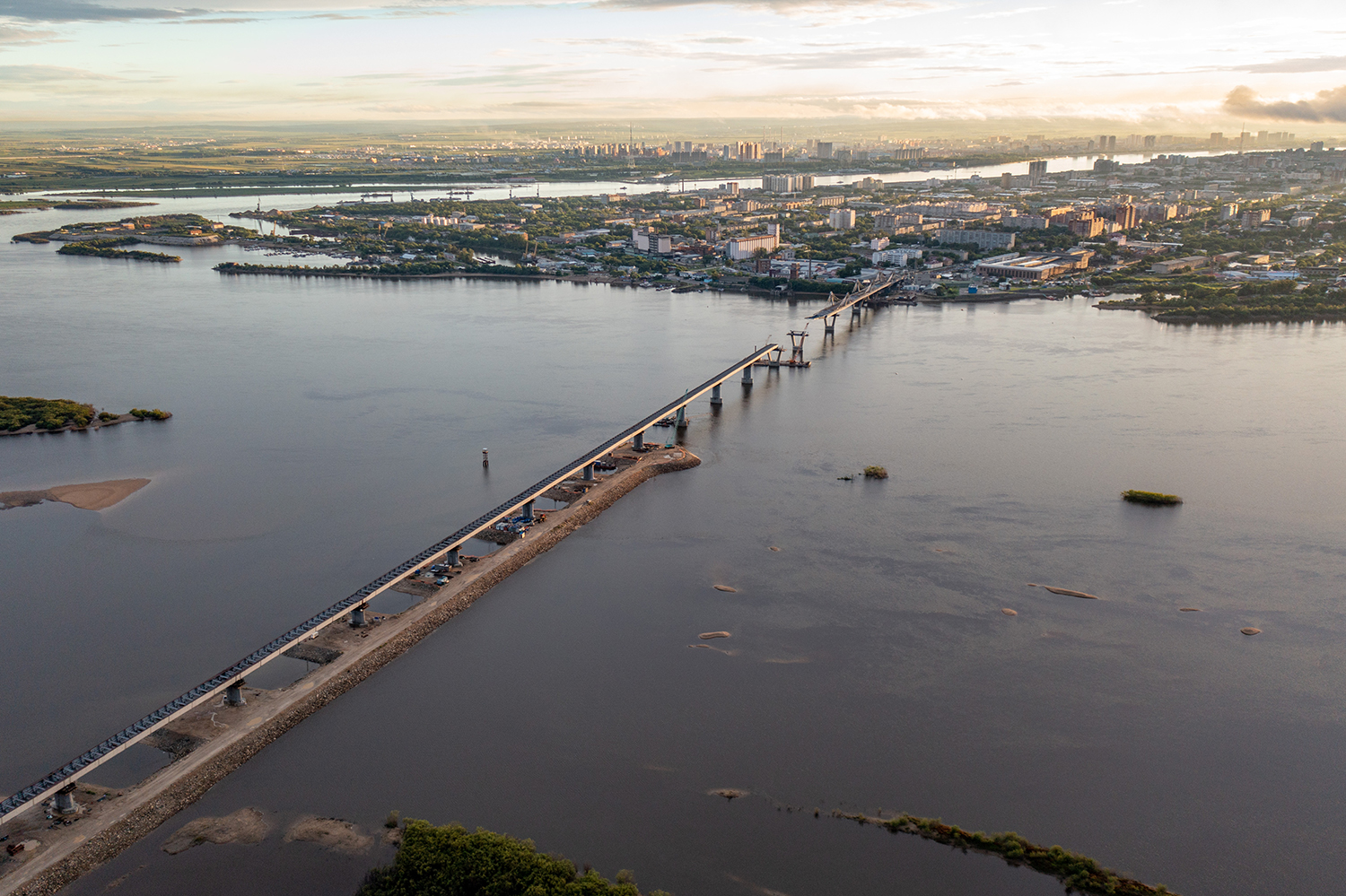
Вид на мост через реку Зею и Благовещенск

### Географическое положение
Город расположен на крайнем юге Амурско-Зейской равнины, на левом берегу Амура, при впадении в него реки Зеи. Находится в 7985 км к востоку от Москвы, граничит с районом Айхуэй китайского городского округа Хэйхэ. Городской округ Благовещенск и городской округ Хэйхэ разделяет река Амур, ширина которой в этой местности составляет около 550 метров. Между Благовещенском и Хэйхэ действует безвизовый режим.
Река Зея иногда выходит из берегов, как это случилось в августе 1928 года.
Благовещенск застраивался по типу римского военного лагеря: прямые улицы располагались параллельно и перпендикулярно друг другу. Одни брали начало от реки Амур, другие от реки Зеи. Кварталы представляли собой правильные прямоугольники. Такая планировка города сохраняется до сих пор. В настоящее время город протянулся на 8 км вдоль Амура, вдоль Зеи на 13 км.

### Природа
В городе протекают реки Бурхановка и Чигиринка. Рельеф города, в основном, равнинный, но имеются небольшие возвышенности.
В окрестностях Благовещенска встречаются представители редчайшего вида японского журавля. Произрастает уникальное растение лотос Комарова. Иногда на территорию города заползает амурский полоз.
Существующая вокруг города зелёная зона отображена в галерее.

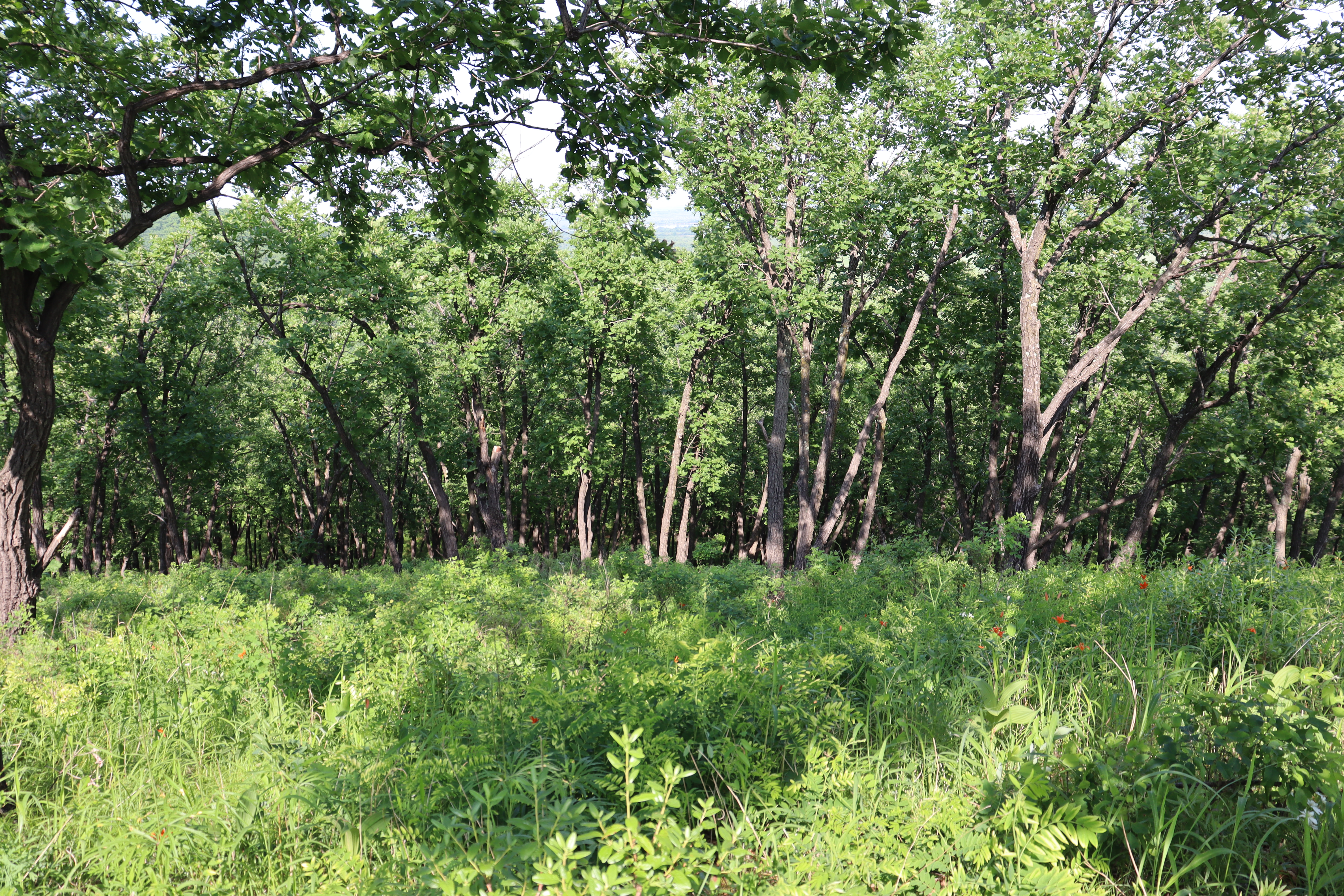
Широколиственный лес
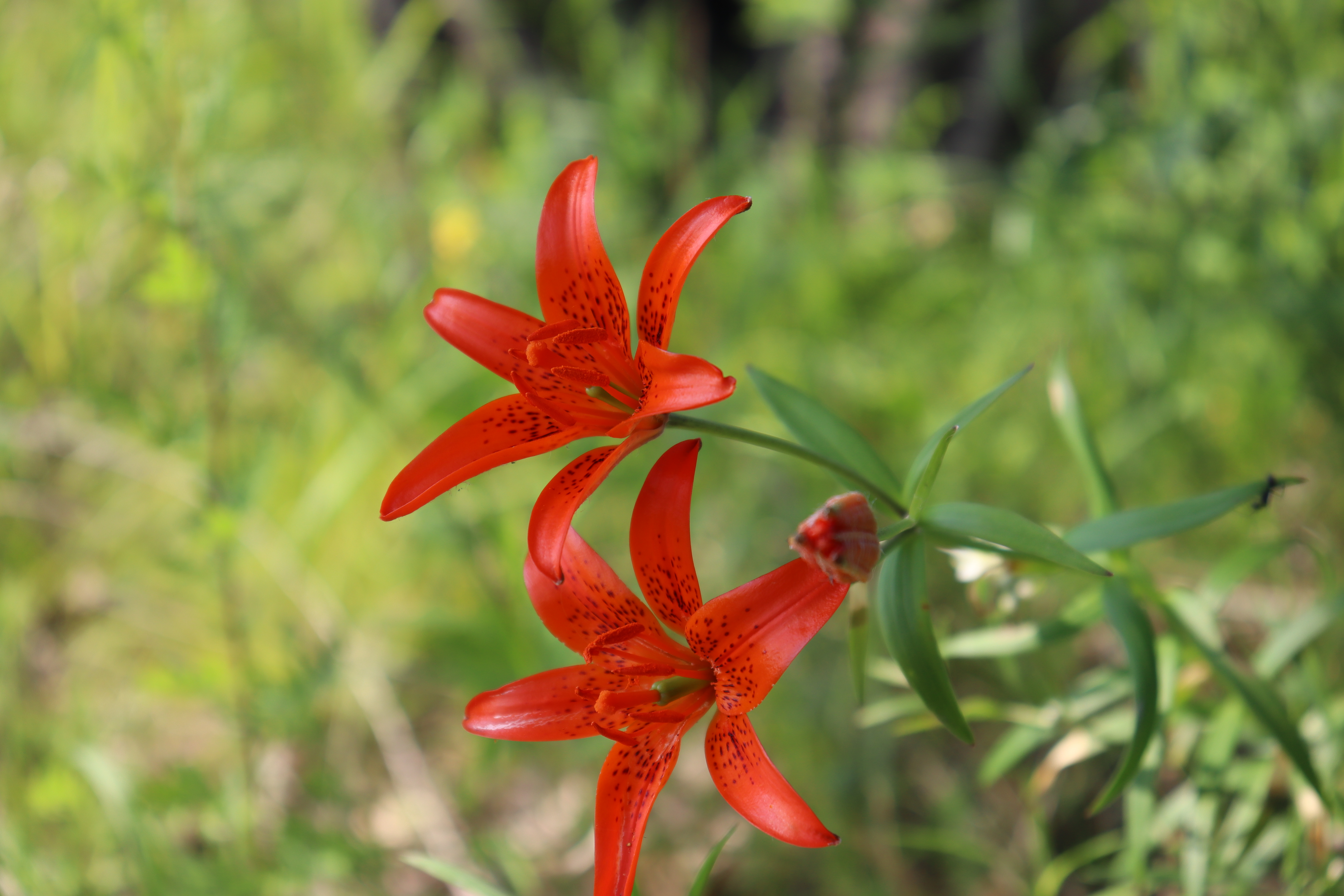
Аборигенный вид лилии
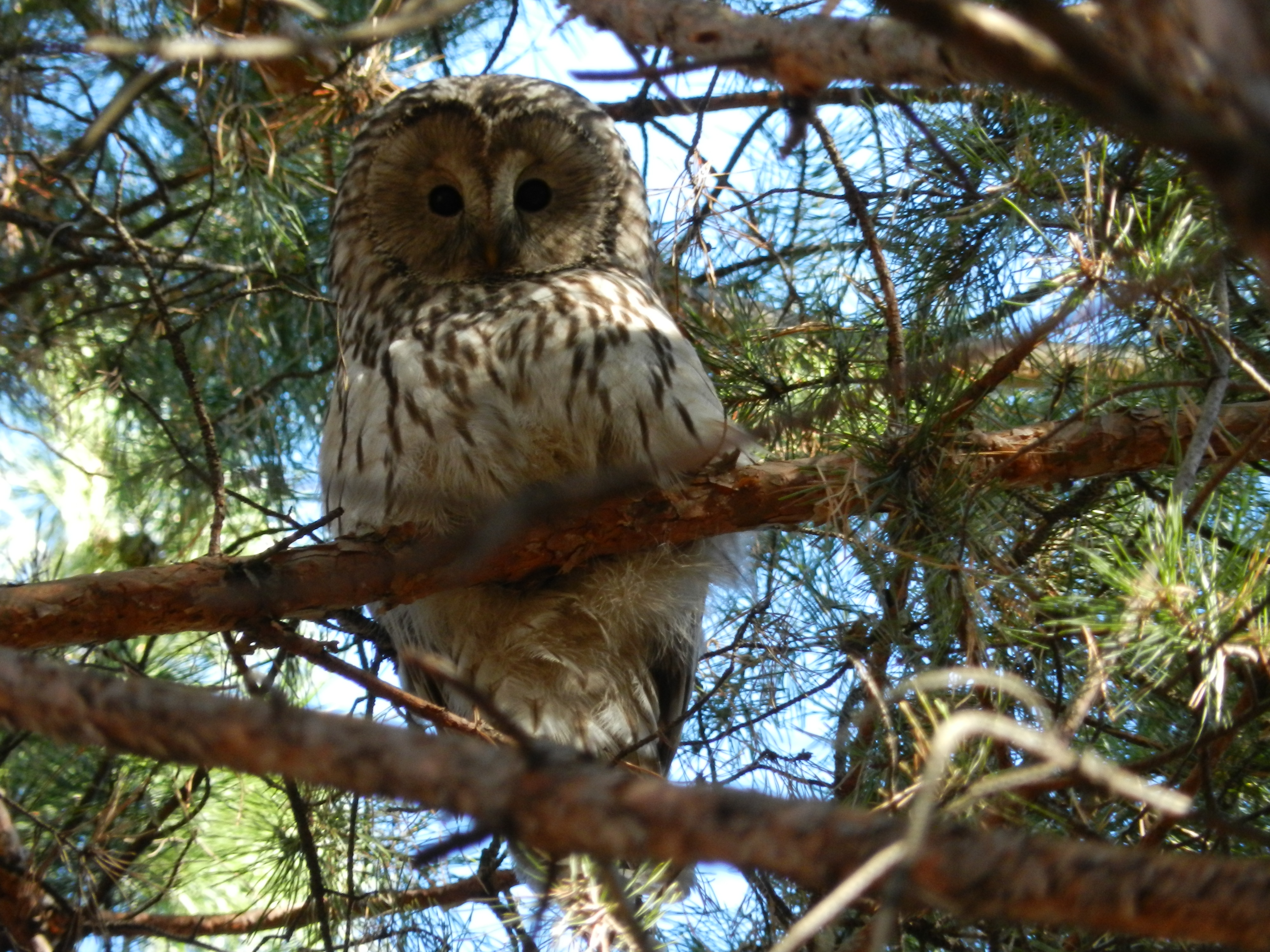
Длиннохвостая неясыть
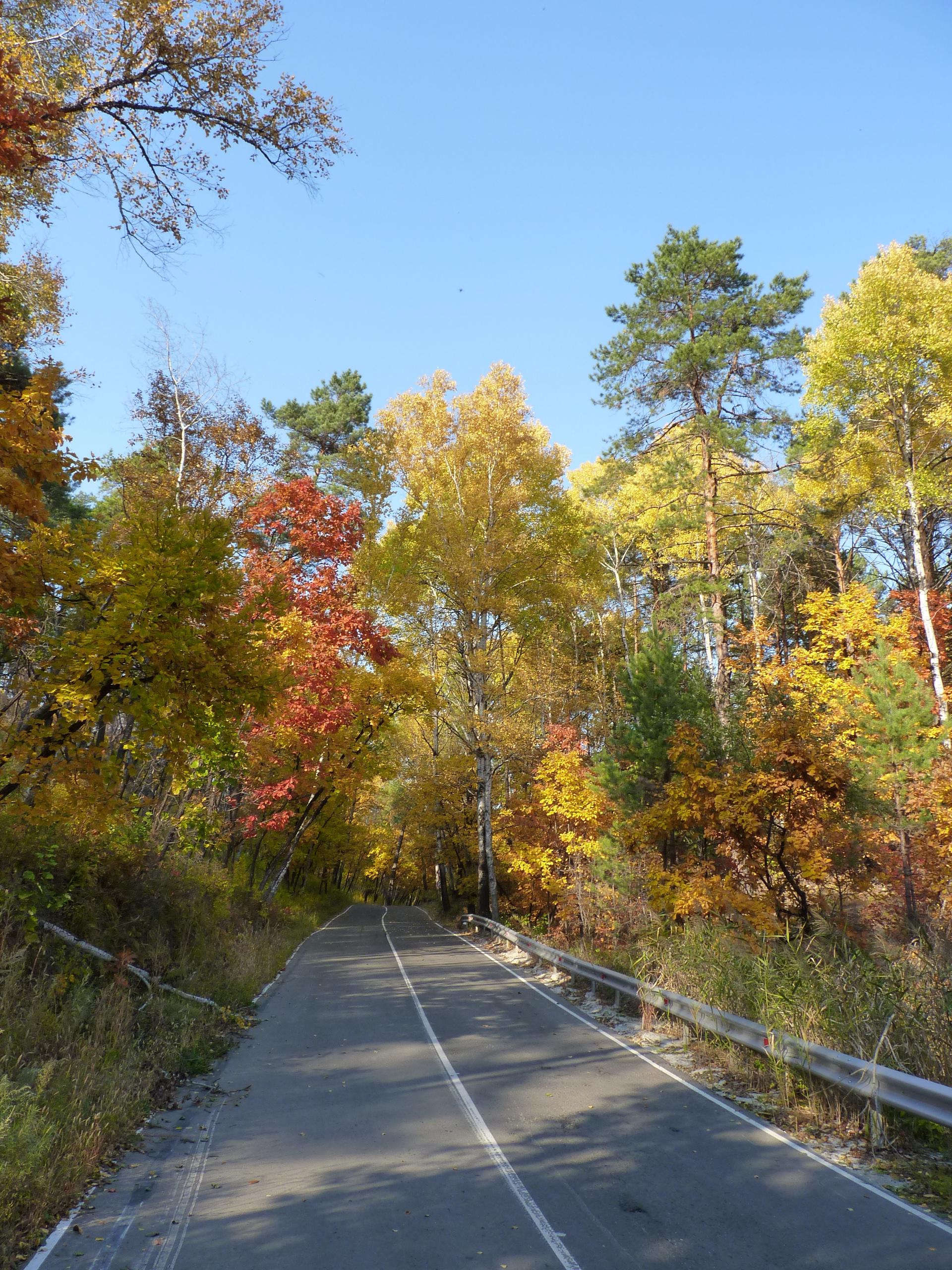
Дорога на Мухинку

### Часовой пояс
Благовещенск находится в часовой зоне МСК+6. Смещение применяемого времени относительно UTC составляет +9:00. В соответствии с применяемым временем и географической долготой средний солнечный полдень в Благовещенске наступает в 12:30.

### Климат
Благовещенск лежит на одной параллели с Киевом и российским Черноземьем, несмотря на это зимы здесь более продолжительные и значительно более холодные. Погода, ввиду очень небольшой теплоёмкости воздуха, в температурном режиме очень зависит от продолжительности солнечного сияния и поступающего солнечного тепла. Поэтому декабрь холоднее февраля, а июнь лишь чуть холоднее, чем август. В соответствии с климатическим районированием России, Благовещенск находится в муссонной дальневосточной области умеренного климатического пояса. Климат города характеризуется высокой континентальностью, которая проявляется в большой годовой (43°С) и суточной (10…15°С) амплитуде температур. Муссонность климата выражается в направлении сезонных ветров, активной циклонической деятельности и большом количестве осадков в тёплое время года. Лето жаркое, со значительным количеством солнечного сияния. Зима холодная, сухая, с маломощным снежным покровом. Температурный рекорд был зафиксирован 25 июня 2010 года, когда температура воздуха в городе поднялась до отметки +39,4 °C.
- Среднегодовая температура: +1,9 °C.
- Среднегодовая влажность воздуха: 68 %.
- Среднегодовая скорость ветра: 2,0 м/c.

Всемирная метеорологическая организация приняла решение о необходимости расчёта двух климатических норм: климатологической стандартной и опорной. Первая обновляется каждые десять лет, вторая охватывает период с 1961 г. по 1990 г.
| Показатель              | Янв.  | Фев.  | Март  | Апр.  | Май  | Июнь | Июль | Авг. | Сен. | Окт.  | Нояб. | Дек.  | Год   |
| ----------------------- | ----- | ----- | ----- | ----- | ---- | ---- | ---- | ---- | ---- | ----- | ----- | ----- | ----- |
| Абсолютный максимум, °C | 0,2   | 7,0   | 20,3  | 31,4  | 34,7 | 39,4 | 37,7 | 36,9 | 33,5 | 28,0  | 13,4  | 3,6   | 39,4  |
| Абсолютный минимум, °C  | −44,5 | −45,4 | −35,7 | −17,7 | −7,5 | 0,1  | 8,2  | 4,4  | −4,3 | −24,8 | −32,9 | −41,2 | −45,4 |
| Источник:               |       |       |       |       |      |      |      |      |      |       |       |       |       |

| Показатель                                              | Янв.  | Фев.  | Март  | Апр. | Май  | Июнь | Июль | Авг. | Сен. | Окт. | Нояб. | Дек.  | Год  |
| ------------------------------------------------------- | ----- | ----- | ----- | ---- | ---- | ---- | ---- | ---- | ---- | ---- | ----- | ----- | ---- |
| Средний суточный максимум, °C                           | −15,1 | −9,4  | −0,2  | 11,2 | 19,9 | 25,5 | 27,7 | 25,4 | 19,4 | 9,3  | −4,6  | −14,7 | 7,9  |
| Средняя температура, °C                                 | −21   | −16   | −6,4  | 4,9  | 13,2 | 19,4 | 22,2 | 19,9 | 13,0 | 3,5  | −9,8  | −19,8 | 1,9  |
| Средний суточный минимум, °C                            | −25,6 | −21,8 | −12,2 | −1,1 | 6,9  | 13,8 | 17,5 | 15,4 | 7,9  | −1,1 | −13,9 | −23,9 | −3,2 |
| Норма осадков, мм                                       | 7     | 7     | 10    | 25   | 55   | 91   | 141  | 112  | 68   | 30   | 13    | 11    | 570  |
| Источник: ФГБУ «Гидрометцентр России», Погода и климат. |       |       |       |      |      |      |      |      |      |      |       |       |      |

| Показатель                            | Янв.  | Фев.  | Март | Апр. | Май  | Июнь | Июль | Авг. | Сен. | Окт. | Нояб. | Дек.  | Год |
| ------------------------------------- | ----- | ----- | ---- | ---- | ---- | ---- | ---- | ---- | ---- | ---- | ----- | ----- | --- |
| Средняя температура, °C               | −22,9 | −18,2 | −7,5 | 3,5  | 11,9 | 18,5 | 21,1 | 18,9 | 12,0 | 2,2  | −10,6 | −20,7 | 0,7 |
| Норма осадков, мм                     | 5     | 5     | 12   | 32   | 47   | 90   | 134  | 131  | 70   | 21   | 14    | 10    | 571 |
| Источник: ФГБУ «Гидрометцентр России» |       |       |      |      |      |      |      |      |      |      |       |       |     |

| Показатель                    | Янв. | Фев. | Март | Апр. | Май | Июнь | Июль | Авг. | Сен. | Окт. | Нояб. | Дек. |     |
| ----------------------------- | ---- | ---- | ---- | ---- | --- | ---- | ---- | ---- | ---- | ---- | ----- | ---- | --- |
| Среднее число дней с осадками | 12   | 7    | 8    | 12   | 15  | 17   | 18   | 18   | 16   | 11   | 11    | 14   | 160 |
| Источник:                     |      |      |      |      |     |      |      |      |      |      |       |      |     |

| Относительная влажность воздуха | Относительная влажность воздуха | Относительная влажность воздуха | Относительная влажность воздуха | Относительная влажность воздуха | Относительная влажность воздуха | Относительная влажность воздуха | Относительная влажность воздуха | Относительная влажность воздуха | Относительная влажность воздуха | Относительная влажность воздуха | Относительная влажность воздуха | Относительная влажность воздуха | Относительная влажность воздуха |
| Месяц                           | Янв                             | Фев                             | Мар                             | Апр                             | Май                             | Июн                             | Июл                             | Авг                             | Сен                             | Окт                             | Ноя                             | Дек                             | Год                             |
| Влажность воздуха, %            | 73                              | 68                              | 62                              | 55                              | 55                              | 70                              | 78                              | 80                              | 72                              | 62                              | 67                              | 74                              | 68                              |
| ------------------------------- | ------------------------------- | ------------------------------- | ------------------------------- | ------------------------------- | ------------------------------- | ------------------------------- | ------------------------------- | ------------------------------- | ------------------------------- | ------------------------------- | ------------------------------- | ------------------------------- | ------------------------------- |

| Облачность                | Облачность | Облачность | Облачность | Облачность | Облачность | Облачность | Облачность | Облачность | Облачность | Облачность | Облачность | Облачность | Облачность |
| Месяц                     | Янв        | Фев        | Мар        | Апр        | Май        | Июн        | Июл        | Авг        | Сен        | Окт        | Ноя        | Дек        | Год        |
| Общая облачность, баллов  | 3,2        | 2,7        | 3,7        | 5,5        | 6,0        | 6,2        | 6,5        | 6,1        | 5,4        | 4,6        | 4,0        | 3,2        | 4,8        |
| Нижняя облачность, баллов | 0,0        | 0,1        | 0,4        | 1,9        | 2,5        | 3,4        | 3,5        | 3,5        | 2,7        | 1,5        | 0,5        | 0,1        | 1,7        |
| ------------------------- | ---------- | ---------- | ---------- | ---------- | ---------- | ---------- | ---------- | ---------- | ---------- | ---------- | ---------- | ---------- | ---------- |

| Число ясных, облачных и пасмурных дней при учёте общей облачности | Число ясных, облачных и пасмурных дней при учёте общей облачности | Число ясных, облачных и пасмурных дней при учёте общей облачности | Число ясных, облачных и пасмурных дней при учёте общей облачности | Число ясных, облачных и пасмурных дней при учёте общей облачности | Число ясных, облачных и пасмурных дней при учёте общей облачности | Число ясных, облачных и пасмурных дней при учёте общей облачности | Число ясных, облачных и пасмурных дней при учёте общей облачности | Число ясных, облачных и пасмурных дней при учёте общей облачности | Число ясных, облачных и пасмурных дней при учёте общей облачности | Число ясных, облачных и пасмурных дней при учёте общей облачности | Число ясных, облачных и пасмурных дней при учёте общей облачности | Число ясных, облачных и пасмурных дней при учёте общей облачности | Число ясных, облачных и пасмурных дней при учёте общей облачности |
| Месяц                                                             | Янв                                                               | Фев                                                               | Мар                                                               | Апр                                                               | Май                                                               | Июн                                                               | Июл                                                               | Авг                                                               | Сен                                                               | Окт                                                               | Ноя                                                               | Дек                                                               | Год                                                               |
| Ясных дней                                                        | 13                                                                | 14                                                                | 10                                                                | 4                                                                 | 2                                                                 | 2                                                                 | 2                                                                 | 3                                                                 | 4                                                                 | 7                                                                 | 10                                                                | 13                                                                | 84                                                                |
| Облачных дней                                                     | 15                                                                | 12                                                                | 18                                                                | 20                                                                | 21                                                                | 20                                                                | 19                                                                | 18                                                                | 20                                                                | 19                                                                | 16                                                                | 16                                                                | 214                                                               |
| Пасмурных дней                                                    | 3                                                                 | 2                                                                 | 3                                                                 | 6                                                                 | 8                                                                 | 8                                                                 | 10                                                                | 10                                                                | 6                                                                 | 5                                                                 | 4                                                                 | 2                                                                 | 67                                                                |
| ----------------------------------------------------------------- | ----------------------------------------------------------------- | ----------------------------------------------------------------- | ----------------------------------------------------------------- | ----------------------------------------------------------------- | ----------------------------------------------------------------- | ----------------------------------------------------------------- | ----------------------------------------------------------------- | ----------------------------------------------------------------- | ----------------------------------------------------------------- | ----------------------------------------------------------------- | ----------------------------------------------------------------- | ----------------------------------------------------------------- | ----------------------------------------------------------------- |

Катаклизмы
Самое крупное наводнение в Благовещенске произошло в 1958 году. Уровень воды достиг девятиметровой отметки, вода прорвала дамбы и попала в город. В августе 1984 года Благовещенск пережил ещё одно серьёзное наводнение. Уровень воды в Амуре превысил восемь с половиной метров. Затопленными оказались дома, расположенные вдоль набережной реки. Причиной этих наводнений были проливные дожди и высокий паводок в верховьях Амура и Зеи.
31 июля 2011 года в Благовещенске прошёл смерч. 14 октября 2011 года в 16:15 по местному времени в Благовещенске были зафиксированы подземные толчки. Эпицентр землетрясения находился на севере области. В августе 2013 года город пережил очередное наводнение. Более 780 собственников жилья, по данным на 29 июня 2014, признаны утратившими жильё. На 11 июля 2014 года признано пострадавшим 31 участок дорог в городе (просадка грунта).
26 июня 2021 года уровень Амура у Благовещенска превысил отметку наводнения 2013 года в 822 см. 27 июня уже превышен показатель 1984 г., составлявший 857 см. В начале июля 2021 года уровень воды спал.

## Население
| 1860     | 1861     | 1862     | 1863     | 1864     | 1865     | 1866     | 1867     | 1868     | 1869     | 1870     |
| -------- | -------- | -------- | -------- | -------- | -------- | -------- | -------- | -------- | -------- | -------- |
| 1874     | ↘1804    | ↗2025    | ↗2049    | ↘2029    | ↗2266    | ↗2341    | ↘2267    | ↗3107    | ↗3344    | ↗3440    |
| 1871     | 1872     | 1873     | 1878     | 1880     | 1872     | 1882     | 1883     | 1884     | 1885     | 1886     |
| ↘3253    | ↗3260    | ↗3385    | ↗6080    | ↗8714    | ↗10 132  | ↗10 636  | ↗10 939  | ↗11 493  | ↗12 249  | ↗14 000  |
| 1887     | 1888     | 1889     | 1890     | 1897     | 1898     | 1902     | 1907     | 1908     | 1909     | 1910     |
| ↗17 660  | ↗20 212  | ↗20 242  | ↗20 475  | ↗32 834  | ↗40 000  | ↗43 387  | ↗45 400  | ↗56 421  | ↗57 340  | ↗63 544  |
| 1911     | 1913     | 1923     | 1926     | 1928     | 1929     | 1930     | 1931     | 1933     | 1937     | 1939     |
| ↗64 383  | ↗69 738  | ↘57 723  | ↗61 205  | ↗62 000  | ↘61 300  | ↘56 100  | ↗57 394  | ↗63 500  | ↘58 558  | ↗58 790  |
| 1956     | 1959     | 1962     | 1963     | 1964     | 1965     | 1966     | 1967     | 1968     | 1970     | 1971     |
| ↗85 000  | ↗94 746  | ↗101 000 | ↗104 000 | ↗108 000 | ↗114 000 | ↗118 000 | ↗121 000 | ↗125 000 | ↗127 757 | ↗135 000 |
| 1972     | 1973     | 1974     | 1975     | 1976     | 1979     | 1982     | 1983     | 1984     | 1985     | 1986     |
| ↗143 000 | ↗151 000 | ↗157 000 | ↗161 000 | →161 000 | ↗171 997 | ↗183 000 | ↗186 000 | ↗192 000 | ↗195 000 | ↗199 000 |
| 1987     | 1989     | 1990     | 1991     | 1992     | 1993     | 1994     | 1995     | 1996     | 1997     | 1998     |
| ↗202 000 | ↗205 553 | ↗207 000 | ↗211 000 | ↗214 000 | ↘213 000 | ↗214 000 | ↘213 000 | ↗214 000 | ↗217 000 | →217 000 |
| 1999     | 2000     | 2001     | 2002     | 2003     | 2004     | 2005     | 2006     | 2007     | 2008     | 2009     |
| ↗220 900 | ↗222 000 | ↘220 600 | ↘219 221 | ↘219 200 | ↗219 500 | ↘217 700 | ↘212 200 | ↘209 100 | ↘207 300 | ↘206 653 |
| 2010     | 2011     | 2012     | 2013     | 2014     | 2015     | 2016     | 2017     | 2018     | 2019     | 2020     |
| ↗214 390 | ↗214 400 | ↗215 736 | ↗217 644 | ↗220 077 | ↗224 192 | ↗224 335 | ↗224 419 | ↗225 091 | ↗225 810 | ↗226 385 |
| 2021     | 2023     | 2024     | 2025     |          |          |          |          |          |          |          |
| ↗241 437 | ↘240 572 | ↘239 864 | ↗239 932 |          |          |          |          |          |          |          |

На 1 января 2025 года по численности населения город находился на 82-м месте из 1124 городов Российской Федерации.
В дореволюционное время численность населения Благовещенска росла быстрыми темпами: в 1868 проживало 3500 человек, в 1878 — 5000, в 1888 — 20 000, в 1898 — 40 000, в 1905 — более 50 000, в 1913 — около 80 000 человек.
В 1900 году, в начале русско-китайской войны, выявилась недостаточность населения для обороны города и области на случай военных действий. Поэтому сразу после войны, в 1901 году Иваном Дурново, председателем Комитета министров с разрешения императора Николая II было принято решение о переселении в Амурскую область безземельных крестьян из Тверской, Тамбовской, Тульской, Курской, Московской, Рязанской, Ярославской, Калужской, Владимирской, Вологодской, Симбирской, Черниговской, Полтавской, Харьковской губерний, а также Виленской (Литва и Беларусь) губерний и губерний Царства Польского (Привисленского края). Государство оказывало существенную помощь переселенцам в виде путевых ссуд и при обзаведении хозяйством.

## Местное самоуправление
- С 1876 года по советское время городскими головами в Благовещенске были М. О. Мокеевский, Л. А. Бенкендорф, В. И. Кухтерин, П. Ф. Турчанинов, В. П. Ефимов, А. В. Кириллов, И. Д. Пришепенко, П. П. Попов, А. Н. Алексеевский, А. В. Черняк.

Мэры (1991—2010)
- Ляшко, Юрий Гаврилович, мэр (председатель горисполкома) Благовещенска в период с 1985 по 1996 годы.
- Колядин Александр Михайлович, мэр Благовещенска с 1996 по 2004 годы.
- Мигуля, Александр Анатольевич 28 ноября 2004 года был избран мэром Благовещенска. 1 марта 2009 года переизбран на второй срок. 26 апреля 2010 года Александр Анатольевич Мигуля отстранён от занимаемой должности мэра города Благовещенска постановлением губернатора Амурской области.

Главы муниципального образования
- Владимир Кобелев, глава муниципального образования города Благовещенска с 15 июля 2010 года по 2014 год.

Главы администрации
- 2010—2011 — Неведомский, Николай Алексеевич;
- 2011—2014 — Березовский, Павел Викторович;
- и. о. с 21 февраля 2014 года по 19 сентября 2014 года — Козлов Александр Александрович[102][103][104][105];

Мэры (с 2014 года)
- с 19 сентября 2014 года по 25 марта 2015 года — Козлов Александр Александрович[106][107][108];
- с 25 июля 2015 года по 25 июля 2020 года — Калита Валентина Сергеевна (и. о. с 25 марта по 25 июля)[109][110];
- 27 июля 2020 года вступил в должность мэра города Благовещенска Имамеев Олег Гатауллович.

Председатели Благовещенской городской думы
- с 28 июля 2022 года — Попов Степан Вячеславович

## Экономика

### Промышленность
В городе имеются крупные предприятия:
- завод «Амурский металлист» (с 1893 года, бывший Механический завод Товарищества «И. П. Чепурин и А. И. Афанасьев»). С 70-х годов специализируется на выпуске горно-шахтного оборудования
- судостроительный завод им. Октябрьской революции (с 1887 г, бывший Механический завод С. С. Шадрина), специализируется на судостроении, ремонте и модернизации корпусов судов, металлоконструкций и др. продукции;
- кондитерская фабрика «Зея» (с 1933 года). С 2003 г входит в Холдинг «Объединённые кондитеры» (г. Москва).
- Амурский завод железобетонных конструкций (с 1960-х).
- Птицефабрика «Амурский бройлер» (с 1976 года)
- АО «Молочный комбинат Благовещенский» (с 1941 года)
- Благовещенский комбинат «Тепличный» круглогодично выращивает сельхоз продукцию (огурцы, помидоры, зелень)

### Энергетика
Тепловой и отчасти электрической энергией город обеспечивает Благовещенская ТЭЦ. В связи с развитием промышленности города и строительством новых микрорайонов принято решение о строительстве второй очереди станции. В Благовещенске находится исполнительный аппарат Дальневосточной распределительной сетевой компании, в ведении которой находятся распределительные сети 35-110 кВ Дальнего Востока. В состав АО «ДРСК» входят филиалы «Амурские ЭС», «Хабаровские ЭС», «Приморские ЭС», «ЭС ЕАО» и «Южно-Якутские ЭС».

### Связь
В Благовещенске действует шестизначная телефонная нумерация, код города: 4162. Основной оператор фиксированной связи и интернет-провайдер; ПАО «Ростелеком».
Сотовую связь 2G, 3G, 4G обеспечивают общероссийские операторы «МТС», «Билайн», «МегаФон». Кроме того, в Благовещенске доступна GSM- и 4G-связь китайских операторов China Mobile и China Unicom. До 2005 года в Благовещенске работали два оператора, предоставлявших услуги пейджинговой связи.

### Транспорт
Городской
Общественный транспорт Благовещенска представлен автобусами, маршрутными такси и такси. Кроме того, судами (в межсезонье или зимой судами на воздушной подушке) осуществляются пассажирские перевозки через реку Амур. В Благовещенске действует около 50 городских, пригородных (межмуниципальных) и таксомоторных маршрутов общественного транспорта.
С 1979 по 2016 годы в городе существовало троллейбусное движение (см. Благовещенский троллейбус).
Междугородный
Воздушное сообщение осуществляется через аэропорт Игнатьево, имеющий статус международного. Выполняется прямое сообщение с крупными городами России и китайским городом Харбин, также чартерные рейсы в Таиланд.
Железнодорожное сообщение осуществляется через станцию Благовещенск Дальневосточной железной дороги.

### Мосты
Мосты через реку Зею

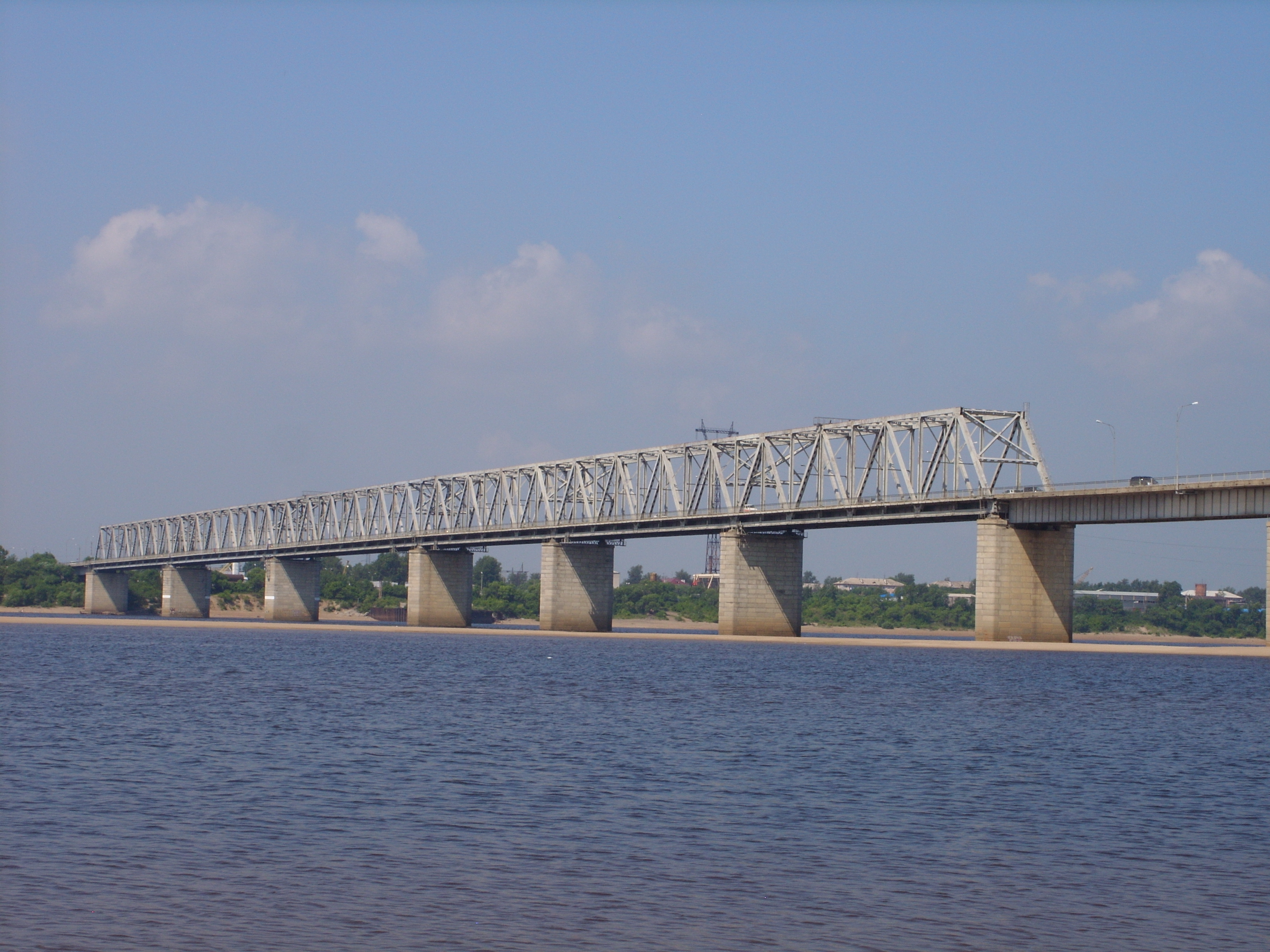
Автодорожный мост через Зею

Автомобильный мост через Зею является продолжением Магистральной улицы и начальным участком автодороги областного значения Благовещенск — Райчихинск (до автодороги «Амур»).
Второй автомобильный мост через реку Зею, начал возводиться в 2020 году. Строительные работы завершены в 2023 году.
Мосты через реку Амур

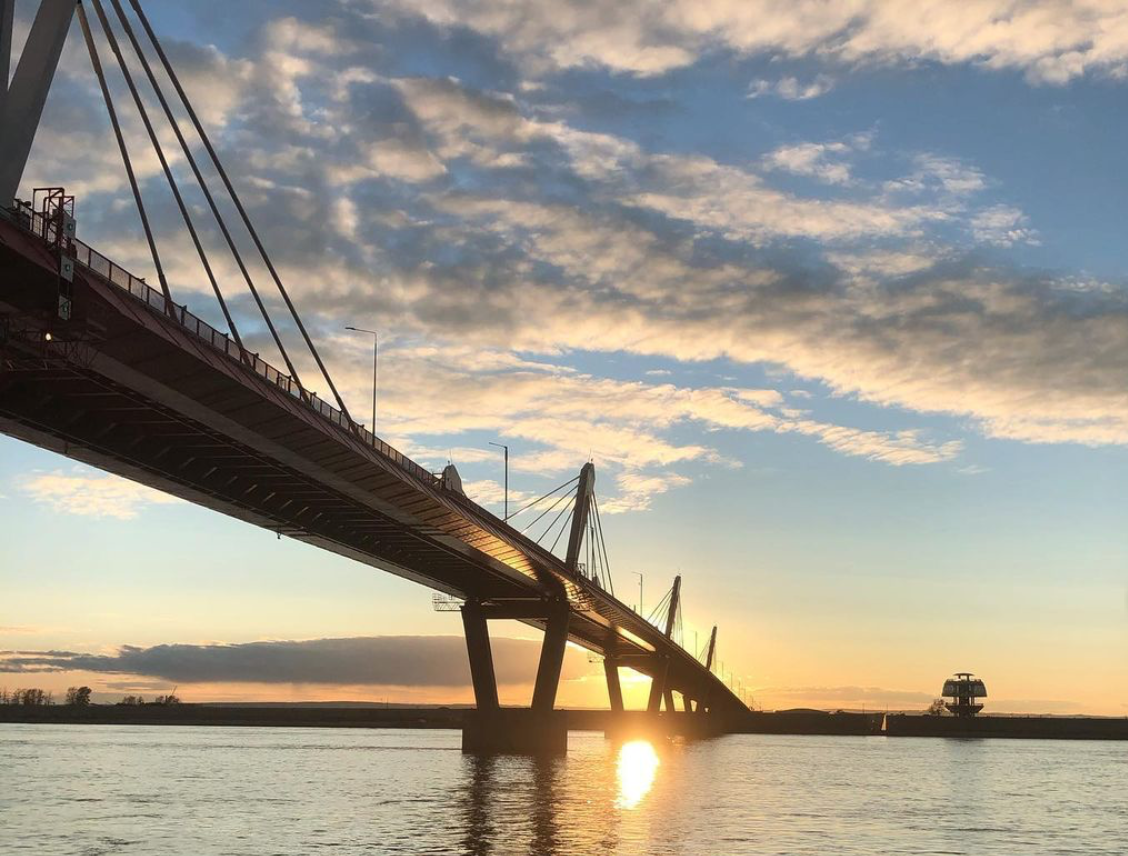
Мост Благовещенск — Хэйхэ

Начиная с 2012 года на Амуре ежегодно налаживается понтонный мост. Он функционирует осенью и весной, когда нет ни навигации, ни ледовой переправы между Россией и Китаем. По нему осуществляется движение как легкового, так и грузового транспорта, а также автобусное сообщение.
Идеи постройки постоянного моста появились в 1993—1995 гг., но дальше изыскательных работ дело не пошло. Конструкция самого моста не раз пересматривалась. В июле 2014 на российско-китайской выставке «Экспо» губернатор Амурской области Олег Кожемяко сообщил, что мост начнут возводить в 2015 году. По замыслу строителей мост должен был быть совмещённым автомобильно-железнодорожным, причём сначала должны были построить автомобильный.
24 декабря 2016 года состоялось первое установочное заседание штаба по масштабному строительству автомобильного мостового перехода через реку Амур. 31 мая 2019 года состоялась стыковка пролётов автомобильного моста, а 29 ноября 2019 года объявлено о завершении строительства. Запуск грузового движения был запланирован на апрель 2020 года, а пассажирского — ещё через год, после возведения постоянного пункта пропуска. Однако в связи с пандемией COVID-19, открытие моста было отложено. Движение по мосту было открыто в июне 2022 года.

### Трансграничная агломерация Благовещенск — Хэйхэ
В 2019 году Правительством Российской Федерации утверждена Стратегия пространственного развития до 2025 года. В ней ключевая роль отведена развитию городских агломераций, а Амурская область определена как приоритетная геостратегическая территория.
В связи с этим город Благовещенск приступил к применению практики пространственного развития территории. Проект трансграничной агломерации будет являться одной из ключевых точек роста в рамках интеграционного сопряжения Евразийского экономического союза и проекта «Один пояс и один путь».
В рамках реализации проекта администрацией города уже проведена серьёзная подготовительная работа. 24 мая 2019 администрация города Благовещенска, администрация Благовещенского района и народное правительство города Хэйхэ подписали меморандум о взаимодействии при формировании концепции трансграничной агломерации. В агломерацию вошли города Благовещенск и Хэйхэ, а также сёла Верхнеблаговещенское, Чигири и Каникурган.
Цель проекта: максимально использовать возможности экономического сотрудничества между городами Благовещенск и Хэйхэ, создать крупнейший транспортно-логистический и экономический центр на российско-китайской границе, который будет способствовать реализации инвестиционного потенциала малого и среднего бизнеса.

## Средства массовой информации

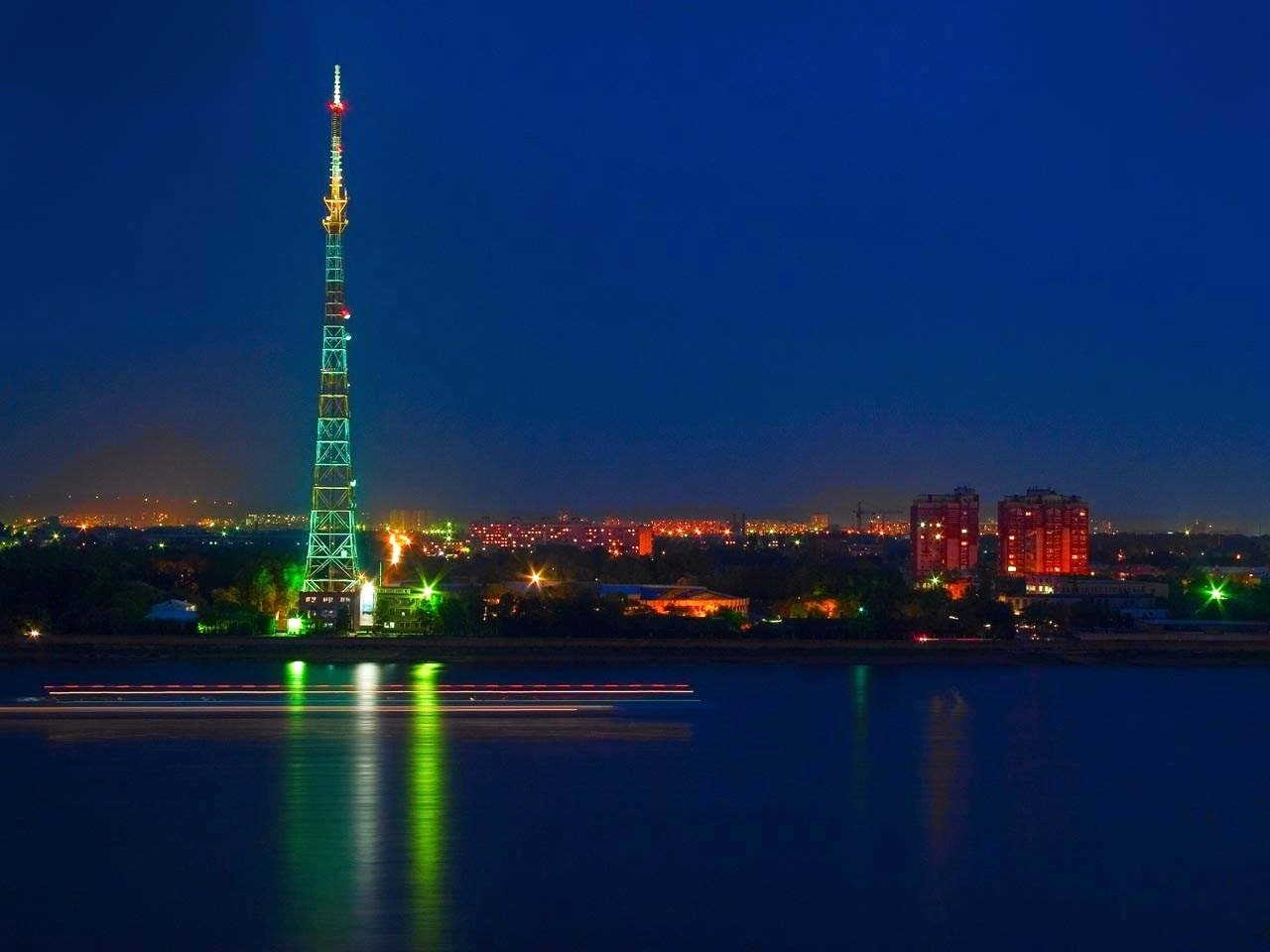
Благовещенская телебашня

Основным оператором цифрового и аналогового эфирного телерадиовещания в Благовещенске является филиал РТРС «Амурский ОРТПЦ» (Амурский областной радиотелевизионный передающий центр). Вещание ТВ и радио ведётся с Благовещенской телебашни. В городе существует порядка сорока газет, среди которых — «Амурская правда», издающаяся с 1918 года. Крупнейшими в Благовещенске и Амурской области информационными агентствами являются ИА Амур.инфо, ampravda.ru, а также portamur.ru.

### Телевидение

#### Эфирные телеканалы Благовещенска
- 34 ТВК — Первый мультиплекс (Первый канал, Россия 1, Матч ТВ, НТВ, Пятый канал, Россия К, Россия 24, Карусель, ОТР, ТВ Центр)
- 36 ТВК — Второй мультиплекс (РЕН ТВ, Спас, СТС, Домашний, ТВ3, Пятница!, Звезда, МИР, ТНТ, МУЗ ТВ)

### Радиостанции
- 87,7 FM — Авторадио
- 88,7 FM — Радио Шансон
- 89,1 FM — Радио Дача
- 89,7 FM — Женское радио Хэйлунцзян (Хэйхэ)
- 90,2 FM — Радио Маяк
- 91,0 FM — Радио России / ГТРК Амур
- 91,4 FM — Love Radio
- 92,1 FM — Радио Искатель
- 100,6 FM — Радио Комсомольская правда
- 101,5 FM — Радио ENERGY
- 102,0 FM — Музыкальное радио Хэйлунцзян (Хэйхэ)
- 102,5 FM — Радио Университета Хэйлунцзян (Хэйхэ)
- 103,3 FM — Русское радио
- 103,8 FM — Информационное радио Хэйлунцзян (Хэйхэ)
- 104,4 FM — Дорожное радио
- 104,8 FM — Жизнь Хэйлунцзян (Хэйхэ)
- 105,1 FM — Европа Плюс
- 105,5 FM — Детское радио
- 106,3 FM — Радио МИР
- 106,9 FM — Дорожное радио Хэйлунцзян (Хэйхэ)
- 107,3 FM — Вести FM

## Образование

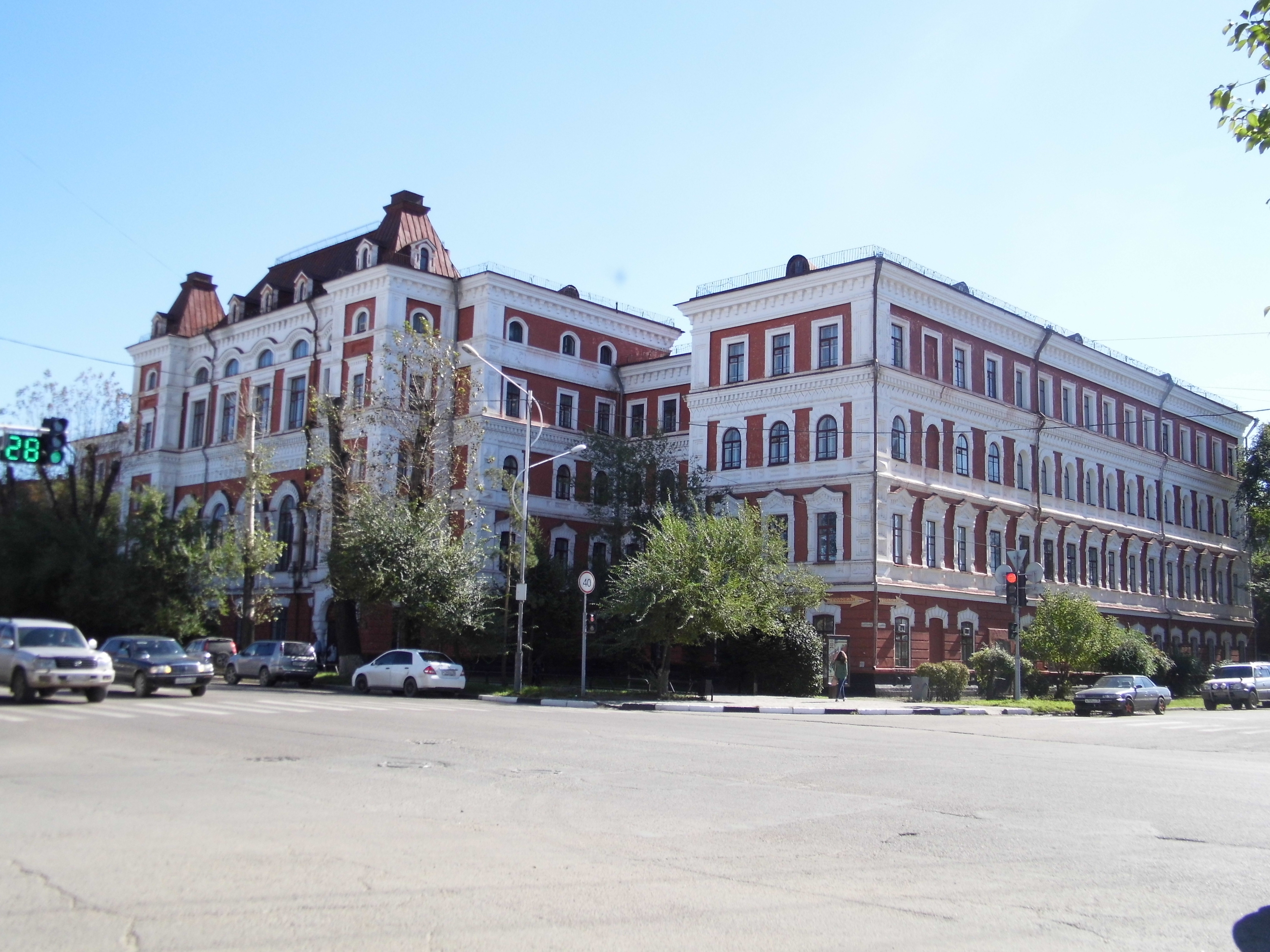
Педагогический университет

Высшие учебные заведения Благовещенска:
- Амурский государственный университет
- Амурская государственная медицинская академия
- Благовещенский государственный педагогический университет
- Дальневосточный государственный аграрный университет
- Дальневосточное высшее военное командное училище имени Маршала Советского Союза Рокоссовского
- Филиал Новосибирской государственной академии водного транспорта
- Амурский филиал академии кадрового обеспечения
- Амурский филиал морского государственного университета им. адмирала Г. И. Невельского (Речное училище)
- Благовещенский филиал Хабаровской государственной академии экономики и права
- Филиал Московского государственного технического университета-МАМИ (филиал в Благовещенске)

Также в Благовещенске имеется 15 средних специальных учебных заведений.
По данным на 2006 год, численность студентов вузов, техникумов и учащихся ПТУ составляет 22 % численности населения города.
В городе находится 25 школ, 3 гимназии и 2 лицея.

## Культура

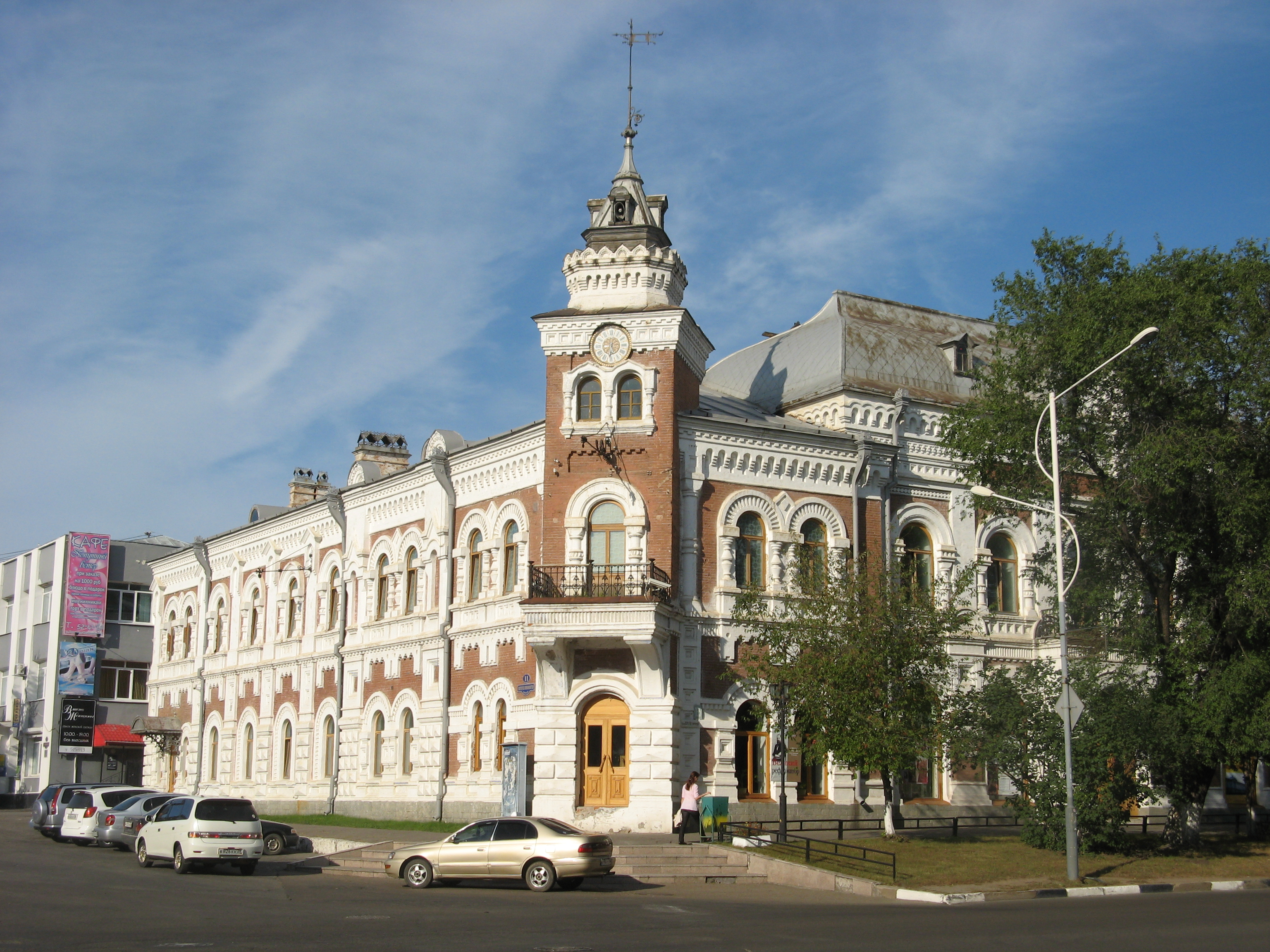
Краеведческий музей

Благовещенск имеет богатое историческое и культурное наследие.
В городе имеются театр драмы, кукольный театр, три парка, шесть кинотеатров, общественно-культурный центр. В городе созданы четыре зоны отдыха, оборудованные фонтанами.
- Амурский областной краеведческий музей имени Г. С. Новикова-Даурского, старейший на Дальнем Востоке. Основан 16 августа 1891 года по инициативе Благовещенской Городской Думы. В 1981 музею передали одно из старинных зданий г. Благовещенска (объект культурного наследия федерального значения)[124], бывший магазин торговой немецкой фирмы «Кунст и Альберс». В музее содержатся исторические экспонаты — свидетели важнейших событий в истории и культуре, политике города и области на рубеже веков. Среди представленных в музее экспонатов есть и уникальные: костюмы и атрибуты даурского и эвенкийского шаманов, Усть-Нюкжинский метеорит (найден в начале XX века в Тындинском районе), кости динозавров и др. редкие экспонаты .
- Палеонтологический музей АмурНЦ — образован в 1997 году при Амурском комплексном научно-исследовательском институте (ныне Институт геологии и природопользования ДВО РАН), а 1 марта 2007 года выделен в самостоятельное подразделение в составе Амурского научного центра ДВО РАН. Основой музейной экспозиции служат уникальные находки из раскопок в Приамурье, где расположено несколько уникальных палеонтологических объектов, в том числе — Благовещенское динозавровое местонахождение[125]. В музее хранится самая крупная в России коллекция динозавров, в том числе голотипы — эталонные кости, по которым описали уникальных динозавров. Среди находок — остатки хищных динозавров семейства Tyrannosauridae[126]. Коллекции, в которых есть голотипы, приравниваются к национальному достоянию страны[127].

В Благовещенске находятся старейшие на Дальнем Востоке:
- Епархиальное женское училище (ныне действующее как педагогический колледж № 1), открытое в 1901 году по Указу Святейшего Правительственного Синода;
- Типография № 1, действующая с 1862 года (она изначально была с двумя шрифтами: русским и маньчжурским — для издания газеты «Друг маньчжур»);
- Первая городская общественная библиотека, созданная в 1859 году;
- Речное училище, действующее с 1899 года;
- Алексеевская женская гимназия (ныне средняя школа № 4), была построена в 1874 году. В 1874 году, 1 сентября, начался учебный год.

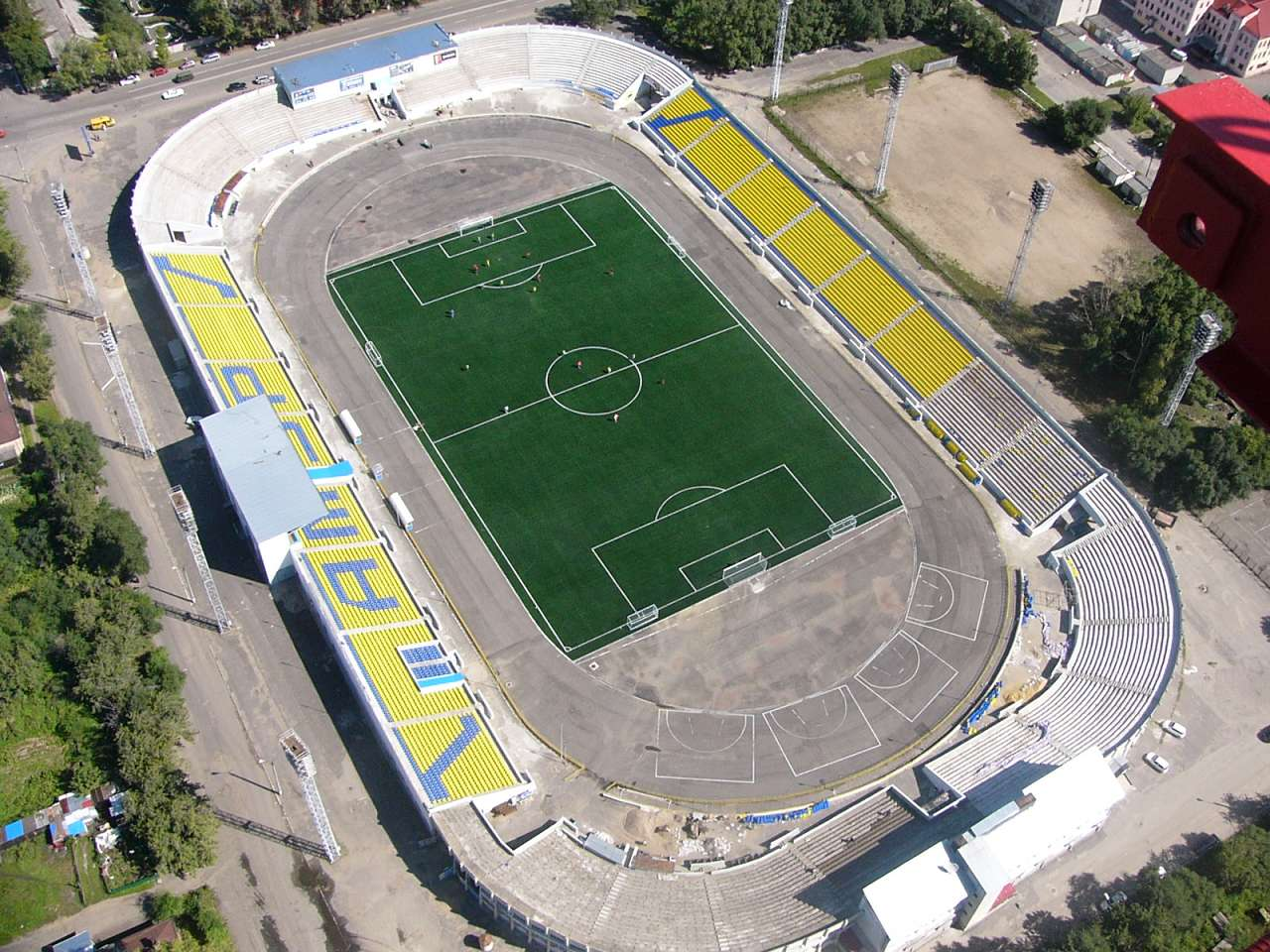
Стадион «Амур»

На территории города находится более 80 памятников архитектуры и монументального искусства. Украшением Благовещенска является Триумфальная арка, воссозданная по архивным документам в 2003—2005 годах на месте демонтированной в 1936 году первоначальной арки 1891 года. Сохранились в городе и образцы оригинальной деревянной застройки XIX века.
На набережной реки Амур воздвигнут памятник основателю города генерал-губернатору Восточной Сибири Муравьёву-Амурскому.
В городе действуют три православных храма. Основан мужской монастырь в честь Архистратига Божия Гавриила и прочих Небесных Сил бесплотных. Правящий архиерей — Лукиан, епископ Благовещенский и Тындинский (Куценко Леонид Сергеевич). Местная святыня — чудотворная Албазинская икона Божией Матери, именуемая «Слово плоть бысть».
Ежегодно с 2002 года в Благовещенске проходит открытый российский фестиваль кино и театра «Амурская осень» (до 2010 года — открытый российский кинофорум «Амурская осень»). В конкурсную программу фестиваля включаются новинки российского кинематографа, а также антрепризные спектакли с участием известных российских актёров. На призовой награде фестиваля «Амурская осень» изображён японский журавль. В 2007 году во время проведения кинофорума «Амурская осень» город посетила Джина Лоллобриджида, итальянская актриса, обладательница премии «Золотой глобус». Для этого она совершила 12-часовой перелёт (в возрасте 80 лет). Сойдя с трапа самолёта, актриса заявила: «Наконец-то я в Сибири!». Благовещенск, по её словам, произвёл на неё впечатление светлого города.

## Памятники
Архитектуры

Памятник Муравьёву-Амурскому

В 1896—1901 гг. в Благовещенске был построен величественный Троицкий храм, «жемчужина архитектуры Дальнего Востока», именуемый также Шадринским собором в честь купца Семёна Шадрина, на деньги которого велось строительство. Собор представлял собой копию Богоявленской церкви, расположенной в Санкт-Петербурге на Гутуевском острове. В июле 1936 года Шадринский собор был разрушен. Несколькими годами ранее (в 1923—1932 гг.) русскими переселенцами Харбина была построена третья «церковь-близнец» — Софийский собор. В 2008 году было принято решение о восстановлении собора.
Природы и археологии
В конце 1940-х годов в Благовещенске было обнаружено «кладбище динозавров». Кости рептилий на месте проведения карьерных работ нашёл обычный школьник. Он принёс их в краеведческий музей и показал учёным, которые сразу заинтересовались уникальным местом. В 1980-х годах активно велись раскопки, прервавшиеся затем на несколько лет. В последние годы над извлечением древних костей работали не только российские учёные, но и палеонтологи из Бельгии
.
Малых форм
- Братская могила 118 бойцов за власть Советов, погибших в 1918—1922 гг. Похоронены Мухин Ф. Н., Шимановский В. И., Шадрин С. Ф., Шариф Я. Г.
- Памятник Воинам ремонтно-эксплуатационной базы флота им. В. И. Ленина, павшим в боях в ВОВ за свободу и независимость нашей Родины. 1941—1945 гг. Установлен в 1957 году.
- Памятник труженикам тыла — открыт в 2015 году.
- Памятник Муравьёву-Амурскому — визитная карточка Приамурья. 3-метровый памятник амурского скульптора Николая Карнабеды на прямоугольном постаменте был установлен на набережной Амура в 1993 году. В ходе масштабной реконструкции набережной в 2011 году незначительные изменения претерпел и памятник, точнее его основание, которое стало круглым из так называемого зелёного гранита. А в 2017 году памятник был смещён на несколько десятков метров ближе к Амуру[131].
- Памятник святителю Иннокентию — бронзовый бюст на гранитном постаменте, установленный в 1998 году в переулке, ныне носящем его имя.
- Памятник святителю Иннокентию и Муравьёву-Амурскому — основателям города, увековеченным в камне на общем постаменте. Установлен в 2009 году возле кафедрального собора. Скульптуру, автором которой является скульптор Валерий Разгоняев, отлили в Улан-Удэ[132].
- Памятник Петру и Февронии — бронзовая трёхметровая скульптура в сквере у загса. В композиции представлена святая пара в княжеских одеждах с голубями в руках — символом верности[133].
- Артобъекты на набережной города: семиметровая скульптура амурозавра, являющаяся на момент установки самой точной скульптурной реконструкцией этого доисторического животного, и слепки следов керберозавра[134].

## Города-побратимы
Благовещенск является городом-побратимом следующих городов:
| Страна | Город-побратим           | Год установления связи |
| ------ | ------------------------ | ---------------------- |
| Китай  | Хэйхэ                    | 2009                   |
| Китай  | Удаляньчи                | -                      |
| Китай  | Тяньцзинь                |                        |
| Россия | Нижний Новгород Серпухов | 2021 2023              |

## Галерея

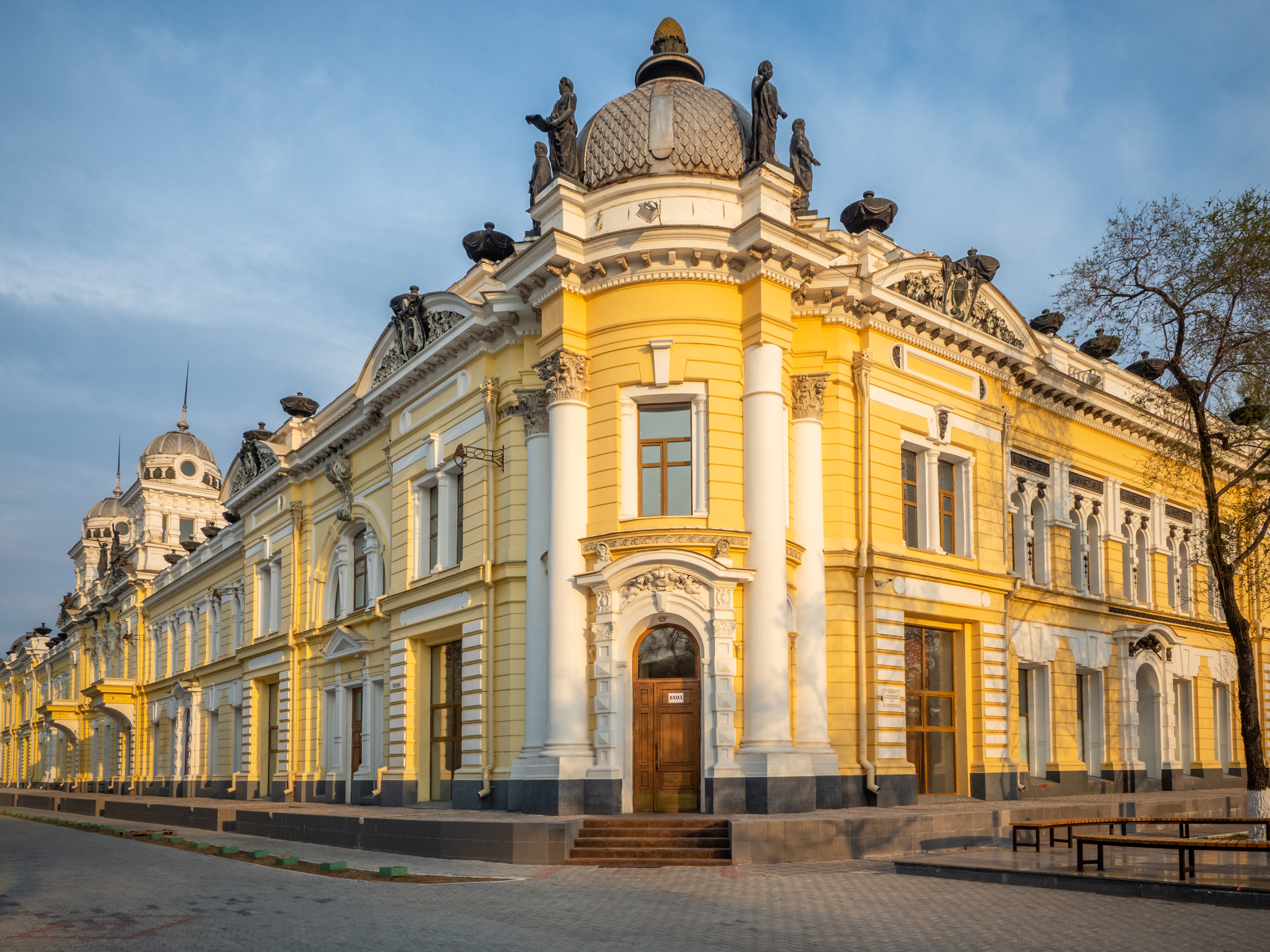
Центр эстетического воспитания детей им. В.В. Белоглазова
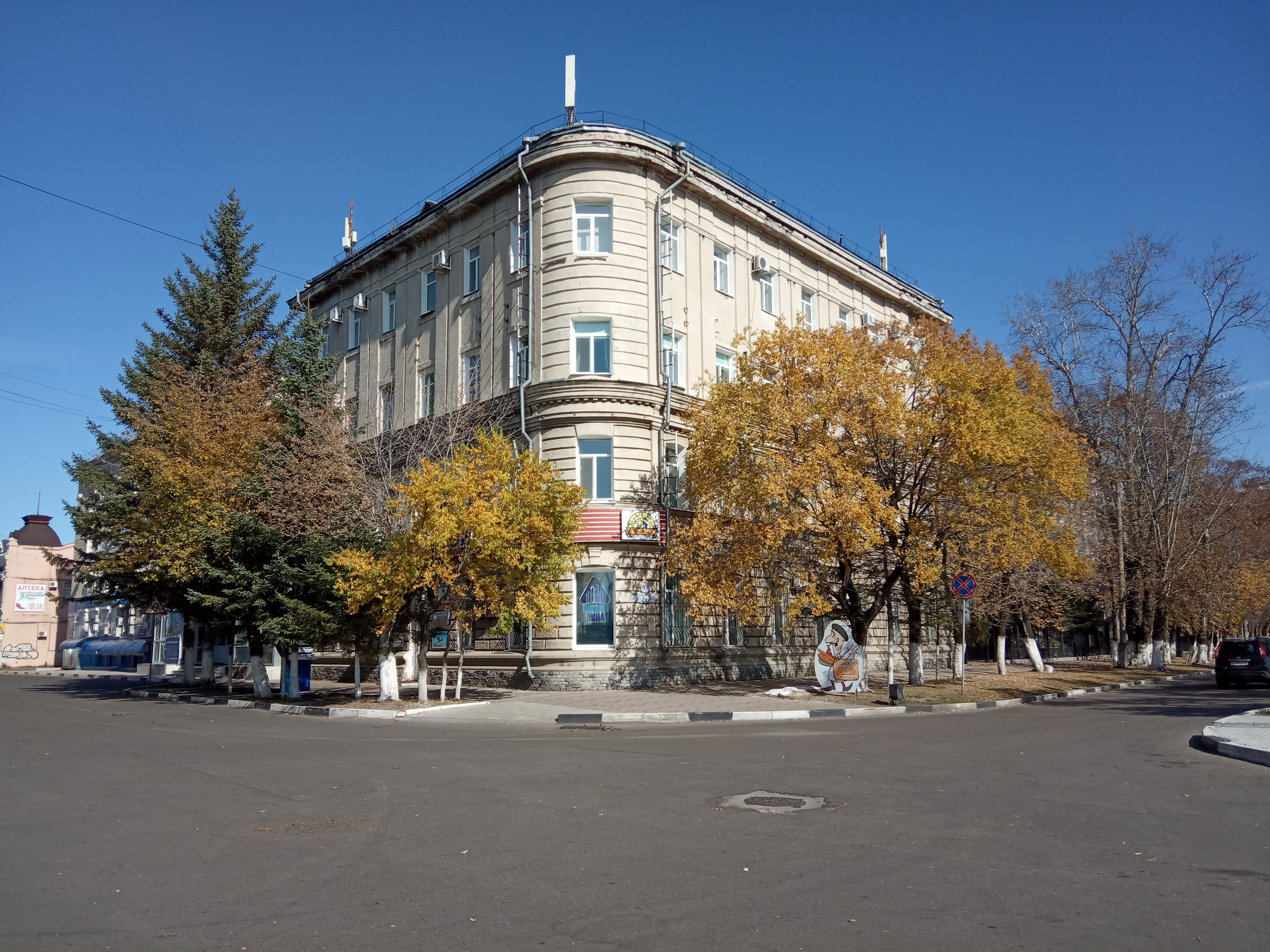
Перекрёсток Краснофлотская — Св. Иннокентия
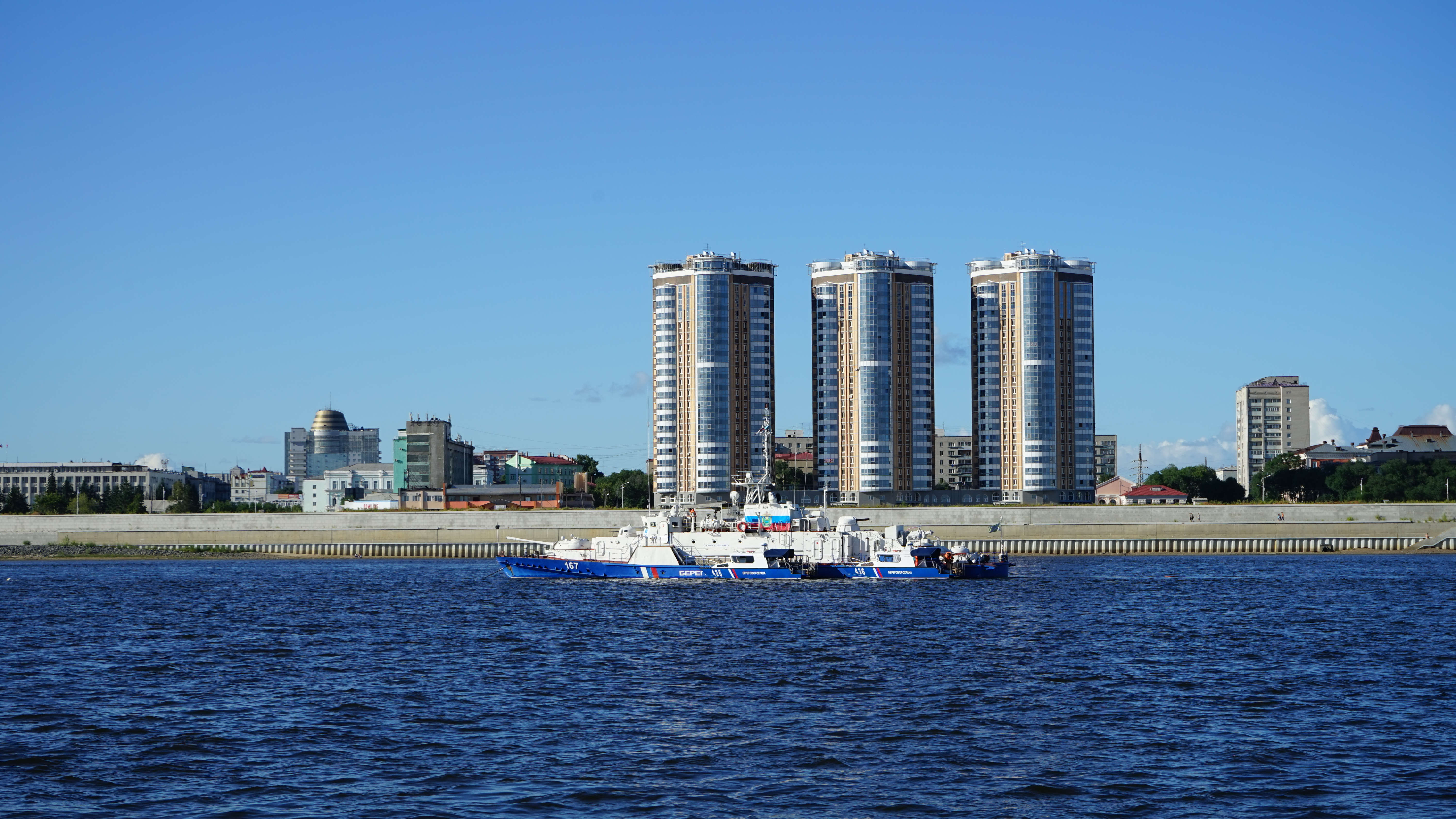
Набережная Благовещенска
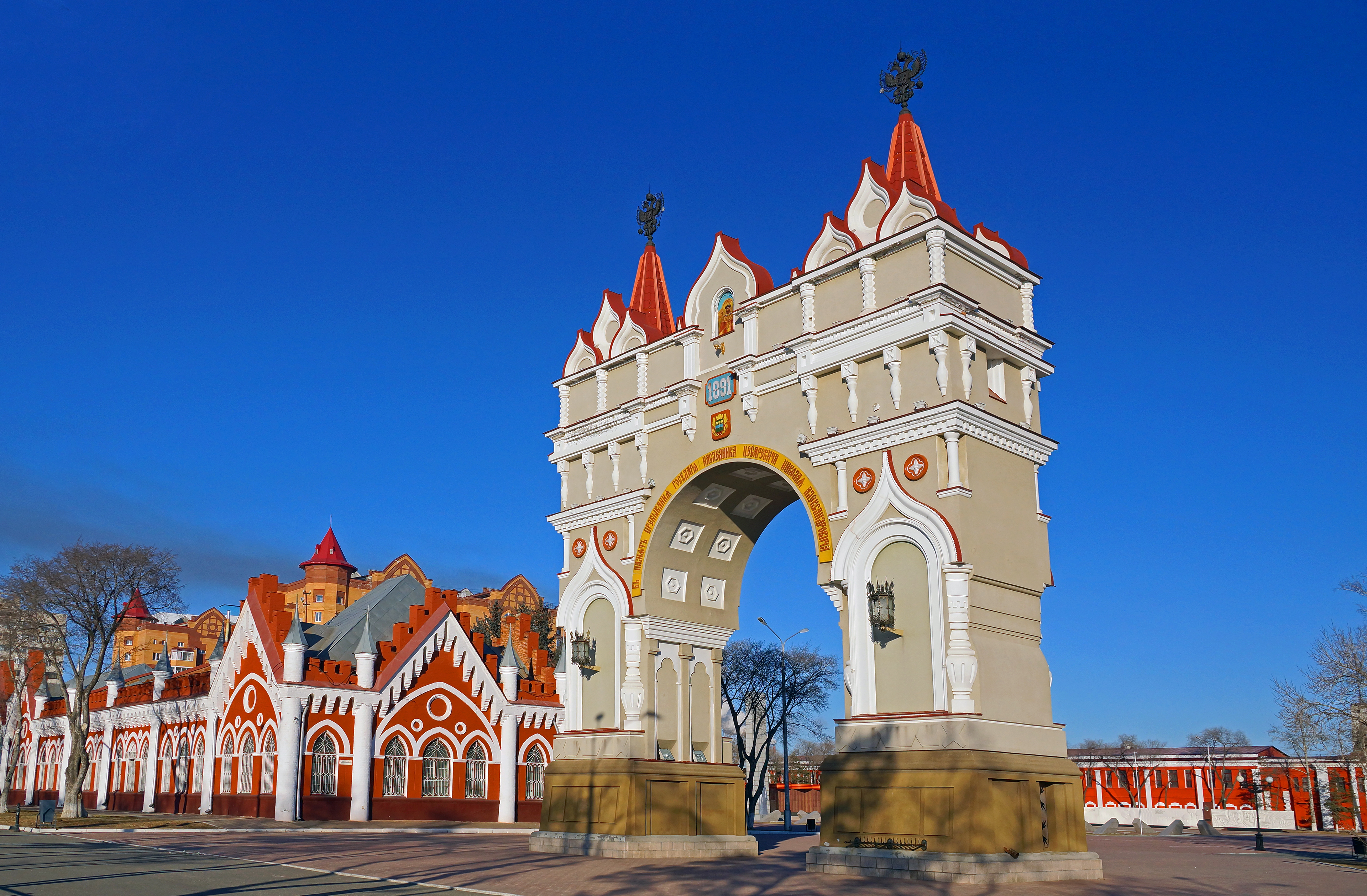
Триумфальная арка и бывшие торговые ряды "Мавритания"
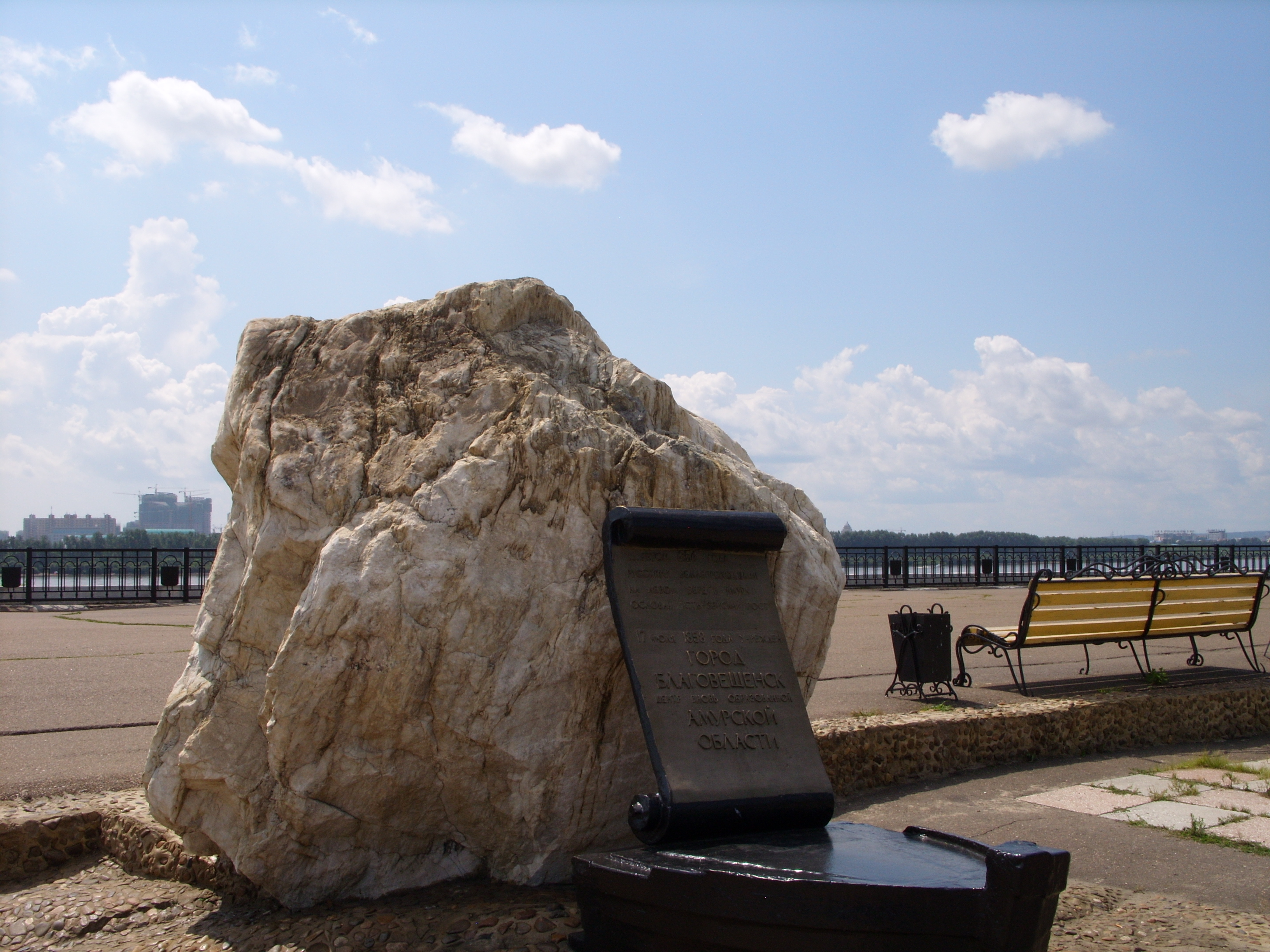
Памятный камень
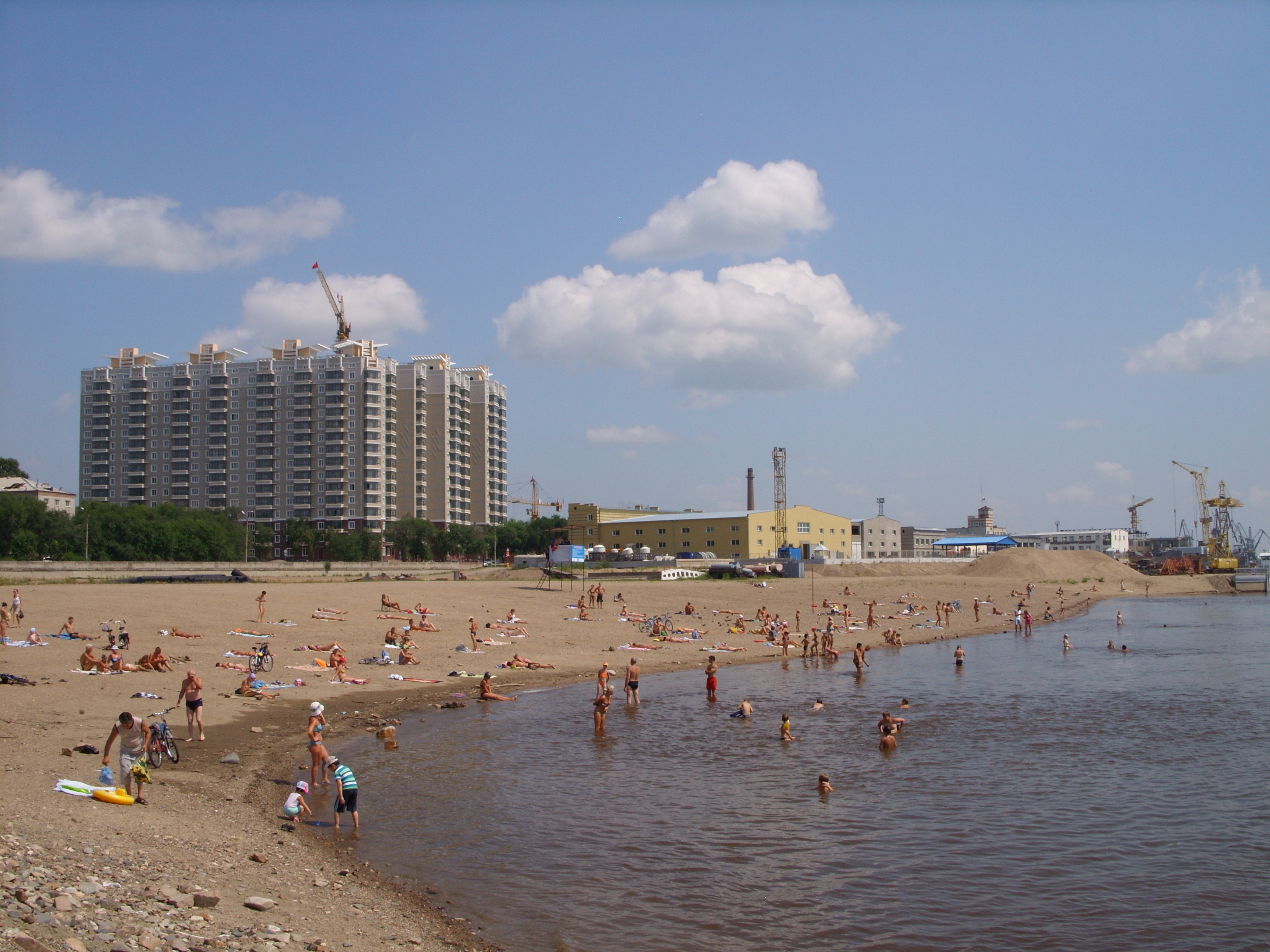
На пляже
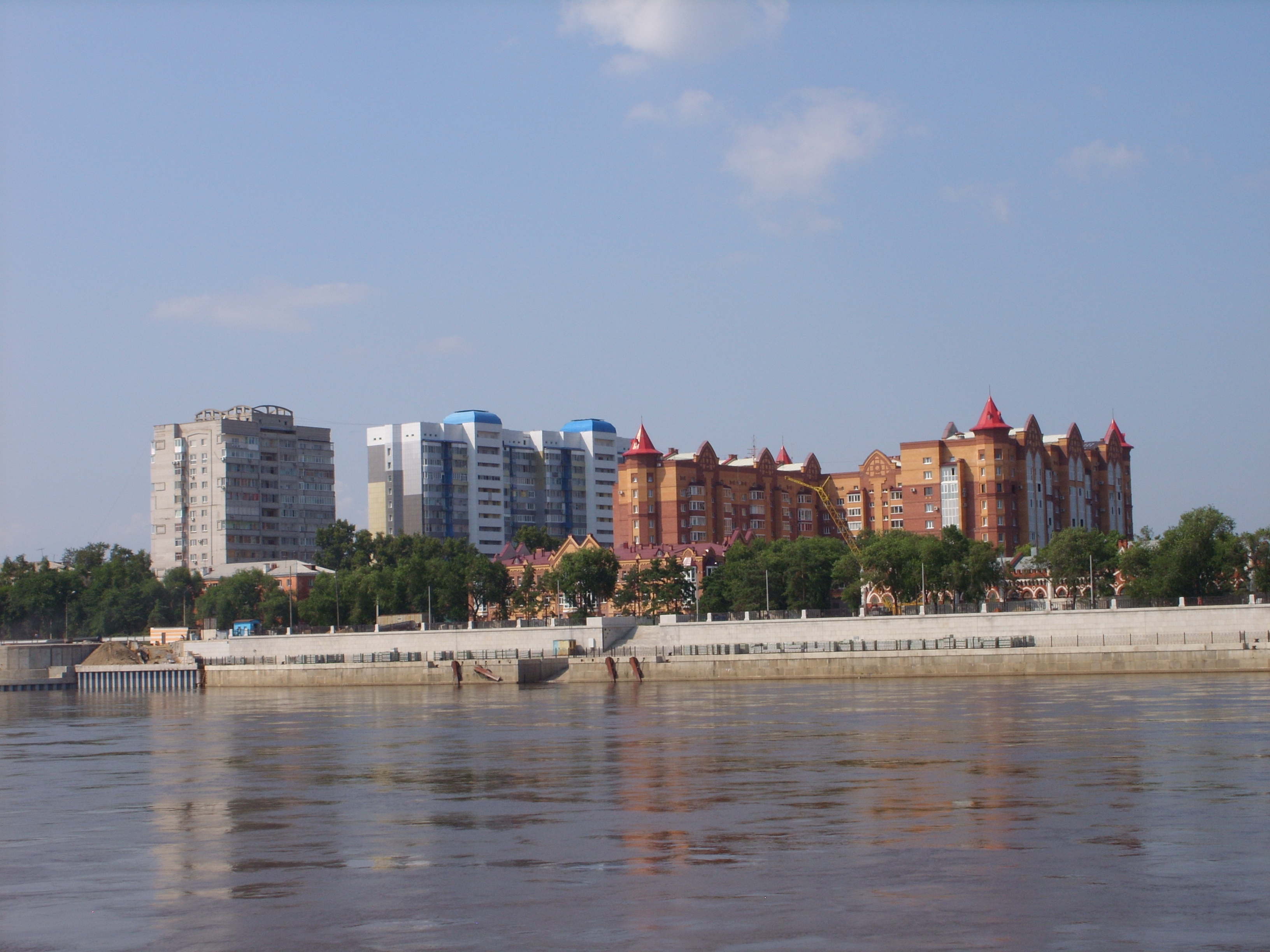
Вид с Амура на один из кварталов города
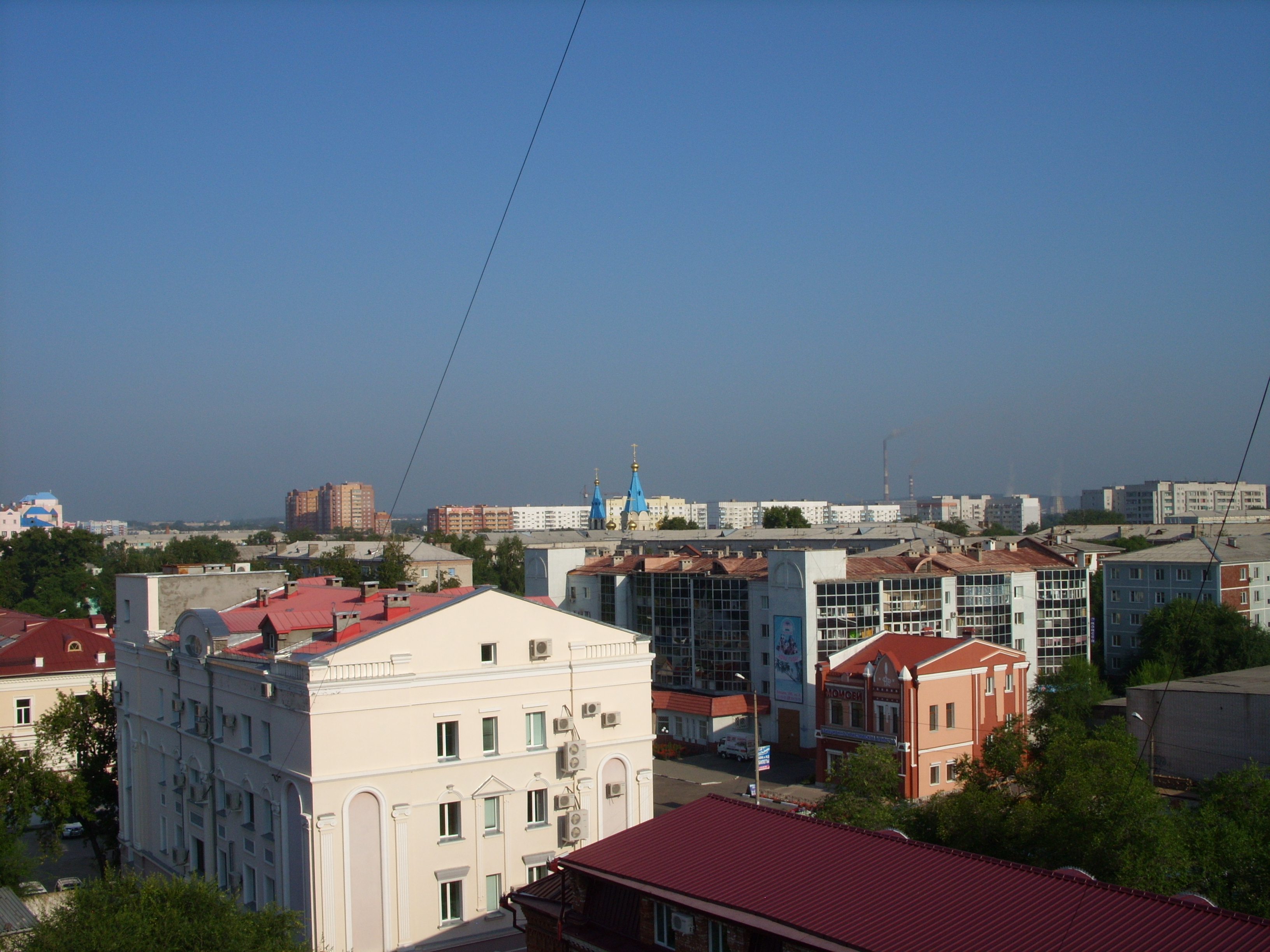
Вид на исторический центр города